# Cuirassat

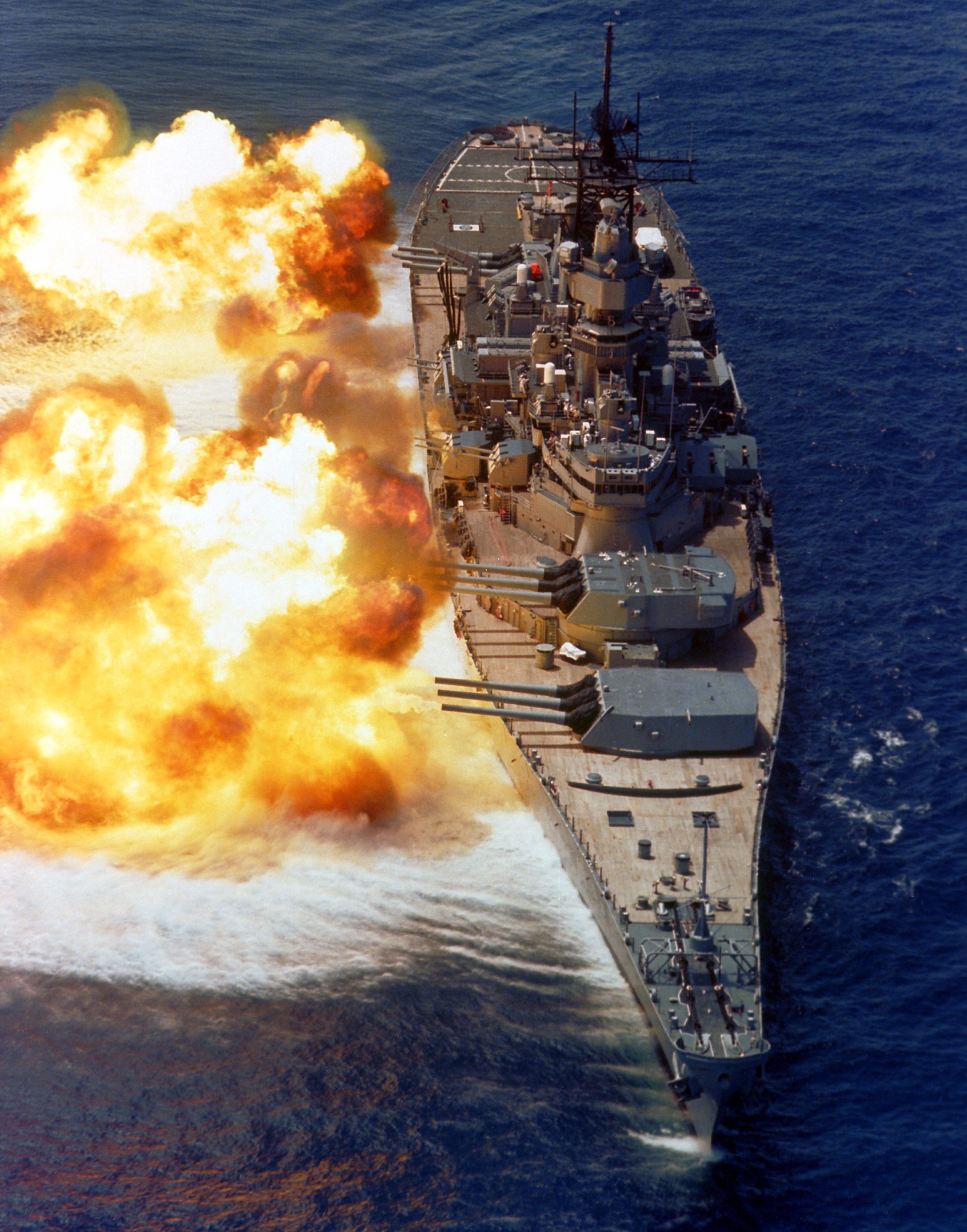
El cuirassat USS Iowa, disparant l'artilleria principal, l'any 1984

Un cuirassat és un vaixell de guerra de gran eslora i tonatge, fortament blindat i artillat amb una bateria principal formada per canons de gran calibre. Els cuirassats són més grans i estan més ben armats i blindats que els creuers i els destructors. Eren els vaixells de guerra més grans d'una flota, representants de la cúspide del poder naval d'una nació. Se'n feu ús des del 1875 fins a la Segona Guerra Mundial per assolir la supremacia marítima, però amb la potenciació del poder aeri i el desenvolupament dels míssils dirigits els seus canons deixaren de ser determinants i els cuirassats caigueren en desús.
El disseny dels cuirassats va evolucionar conforme els avenços tecnològics. El mot «cuirassat» es començà a fer servir la dècada del 1880 per definir un vaixell de guerra blindat amb plaques metàl·liques, els ironclad, avui dia coneguts com a cuirassats pre-dreadnought pels historiadors navals de parla anglesa. L'aparició del cuirassat britànic HMS Dreadnought el 1906 va començar una revolució en el disseny d'aquests vaixells de guerra, per la qual cosa els cuirassats inspirats en aquest vaixell començaren a dir-se dreadnoughts.
Els cuirassats eren tot un símbol de domini naval i de sentiment nacional i, durant dècades, també foren un factor destacat tant en la diplomàcia com en l'estratègia militar. Al pas del segle xix al segle xx tingué lloc una cursa d'armament naval amb la construcció de cuirassats que culminaria a la batalla de Tsushima entre Rússia i el Japó el 1905. El desenllaç del conflicte influí en el disseny de l'HMS Dreadnought. L'avarada del Dreadnought el 1906 va implicar l'inici d'una nova cursa armamentista naval, considerada una de les causes de la Primera Guerra Mundial. La batalla naval de Jutlàndia suposaria el major xoc de flotes de cuirassats de tota la primera guerra mundial i l'últim conflicte de la història protagonitzat per vaixells. Els tractats navals dels anys 20 i 30 van minimitzar la producció de cuirassats però no en van frenar l'evolució. Tant les Potències de l'Eix com els Aliats van utilitzar cuirassats antics i de nova construcció durant la Segona Guerra Mundial.
L'eficàcia dels cuirassats s'ha vist qüestionada contínuament, fins i tot en el seu període de màxima esplendor. Malgrat el cost astronòmic i la potència de foc i blindatge de què gaudien, no hi va haver-hi gaire enfrontaments entre ells; els dos únics grans enfrontaments entre flotes de cuirassats d'acer a part de la inconclusiva batalla de Jutlàndia foren la batalla del Mar Groc (1904) i la batalla de Tsushima. A més, cada vegada més demostraren com eren de vulnerables vers naus i armes més econòmiques i petites: primer els torpedes i les mines marines i després els avions i els míssils dirigits. La creixent distància dels enfrontaments navals feu que els portaavions substituïssin els cuirassats com a vaixell capital de la Segona Guerra Mundial –l'últim cuirassat, el britànic HMS Vanguard, salpà el 1944. La Marina dels Estats Units va mantenir actius múltiples cuirassats durant la Guerra Freda, que servien de suport d'artilleria, els dos darrers dels quals, l'USS Wisconsin i l'USS Missouri, es desmantel·lar els anys 1991 i 1992 respectivament.

## Navilis de línia

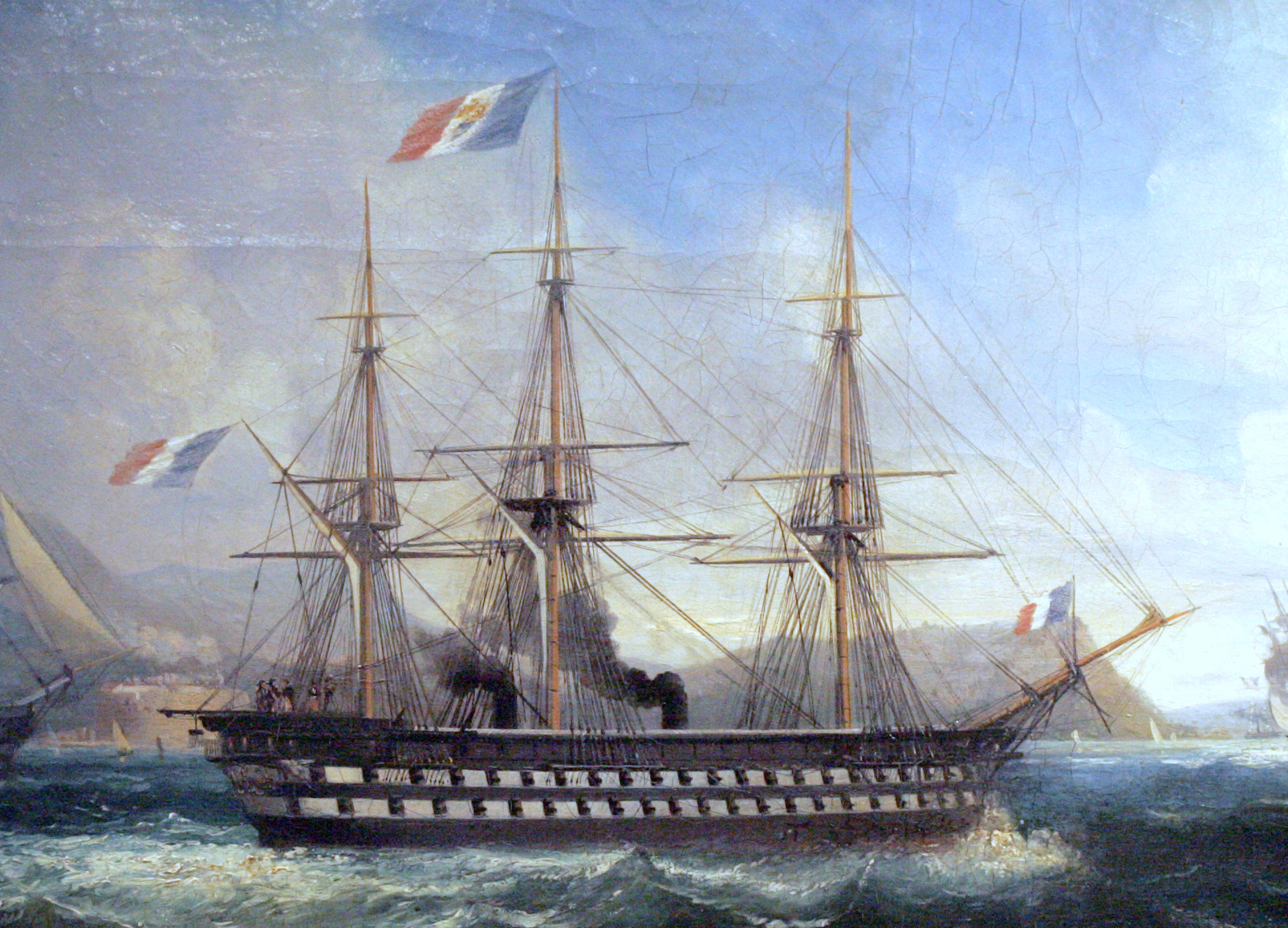
El navili de línia francès Napoleó (1852), primer vaixell de guerra amb màquines de vapor.

Els navilis de línia van ser grans velers de fusta sense blindatge i que muntaven bateries de fins a 120 canons de ànima llisa i carronades. Eren producte de l'evolució gradual d'un disseny bàsic que datava de segle xv, i que a part de créixer en grandària havien canviat molt poc entre l'adopció de les tàctiques batalla a començaments de segle XVII i la dècada de 1830. Un navili de línia podia enfonsar qualsevol vaixell de fusta disparant andanades des dels nombrosos canons i destrossar-ne el casc i els pals i matat la tripulació. No obstant això, els canons tenien un abast molt limitat, de tan sols uns centenars de metres, de manera que les seves tàctiques de batalles depenien sobre manera del vent.
El primer gran canvi en el concepte de navili de línia va ser la introducció de la màquina de vapor com a sistema de propulsió auxiliar. Les màquines de vapor van ser introduïdes gradualment en les armades al llarg de la primera meitat de segle xix, inicialment en petites embarcacions i després a fragates. La Marina francesa va introduir el vapor en la línia de batalla amb el navili de 90 canons Napoléon  en 1850, el primer vaixell de guerra amb màquines de vapor. el  Napoleó  va ser armat com un navili de línia convencional, però les seves màquines de vapor li proporcionaven una velocitat de 12 nusos (22 km/h) independentment de vent, el que suposava un potencial avantatge decisiu en un combat naval. La introducció del vapor va accelerar el creixement en grandària dels vaixells de guerra. França i el Regne Unit van ser els únics països en crear flotes de vaixells de guerra de fusta amb hèlixs, mentre que altres països només van posar en servei uns quants vaixells d'aquest tipus, cas de  Rússia,  Turquia o Suècia.

## Vaixells blindats

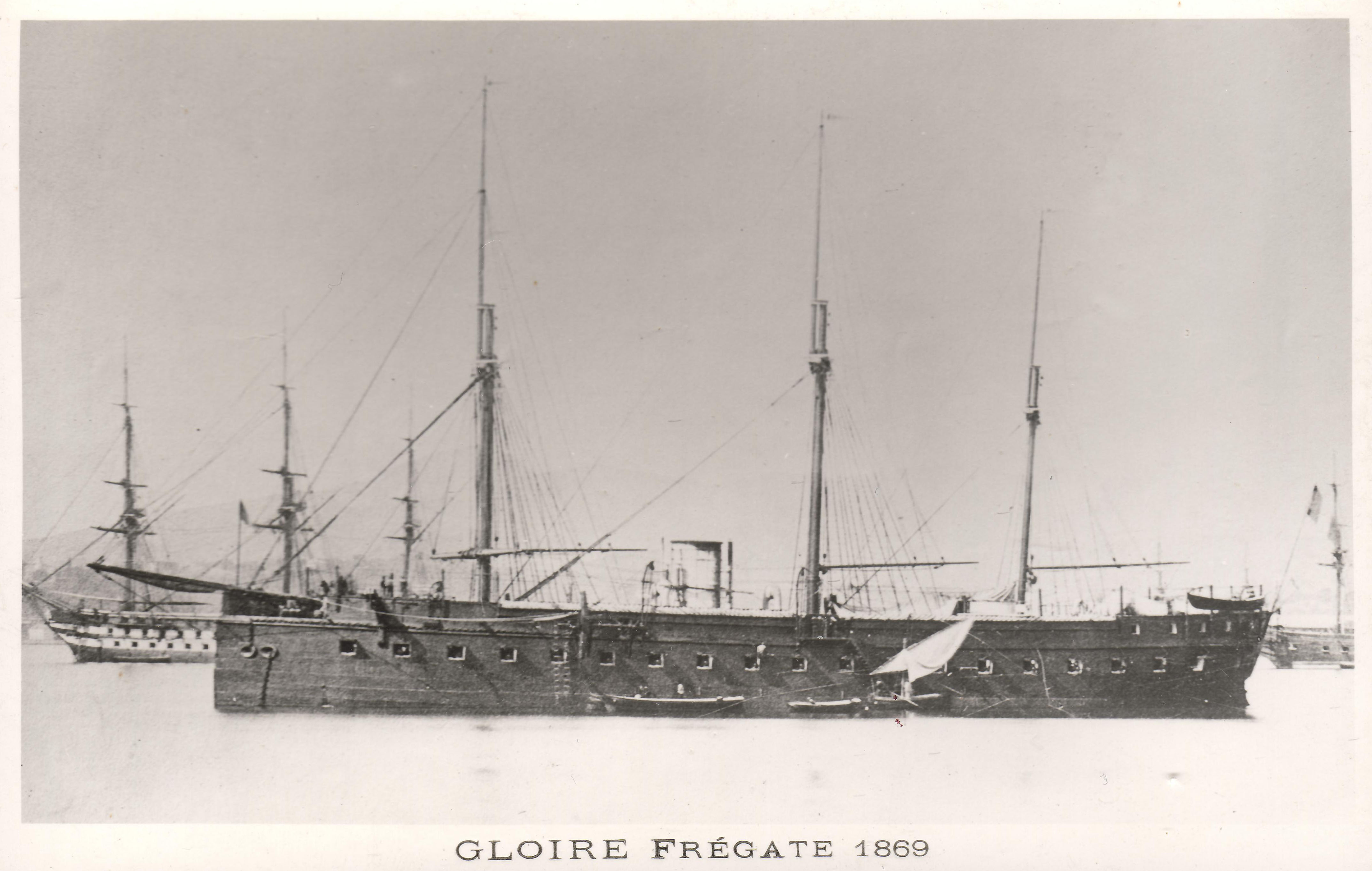
El francès La Gloire (1859), primer vaixell de guerra ironclad oceànic.

La incorporació de les màquines de vapor va ser només un dels avenços tecnològics que van revolucionar el disseny dels vaixells de guerra al segle XIX. El navili de línia va ser superat pel ironclad, un tipus de vaixell impulsat a vapor, protegit per blindatge metàl·lic i armat amb canons que disparaven obusos d'alt poder explosiu.

### Obusos explosius
Els canons que disparaven obusos explosius o incendiaris eren una gran amenaça per als vaixells de fusta. Aquestes armes es van generalitzar després de la introducció de canons de 203 mm com a part de l'armament estàndard dels navilis de línia de les armades francesa i nord-americana en 1841. a la guerra de Crimea (1853-1856) sis navilis de línia i dues fragates de la Flota de la Mar Negra russa van destruir 7 fragates i dues corbetes turques amb obusos explosius a la batalla de Sinope (1853). Més tard en aquest mateix conflicte, el 1855, les bateries flotants ironclad franceses van usar armes similars contra les defenses a la batalla de Kinburn.
No obstant això, els vaixells amb casc de fusta van resistir relativament bé l'impacte d'aquests projectils, com es va veure en la batalla de Lissa (1866), en la qual el modern vapor austríac de doble coberta  Kaiser  va envestir a un ironclad italià en el transcurs d'un confús combat i va rebre vuitanta impactes, la majoria de projectils però almenys un obús de 136 kg a molt poca distància. Tot i perdre el seu bauprès i el seu  trinquet i ser incendiat, l'endemà estava de nou a punt per a l'acció.

### Casc i blindatge de ferro

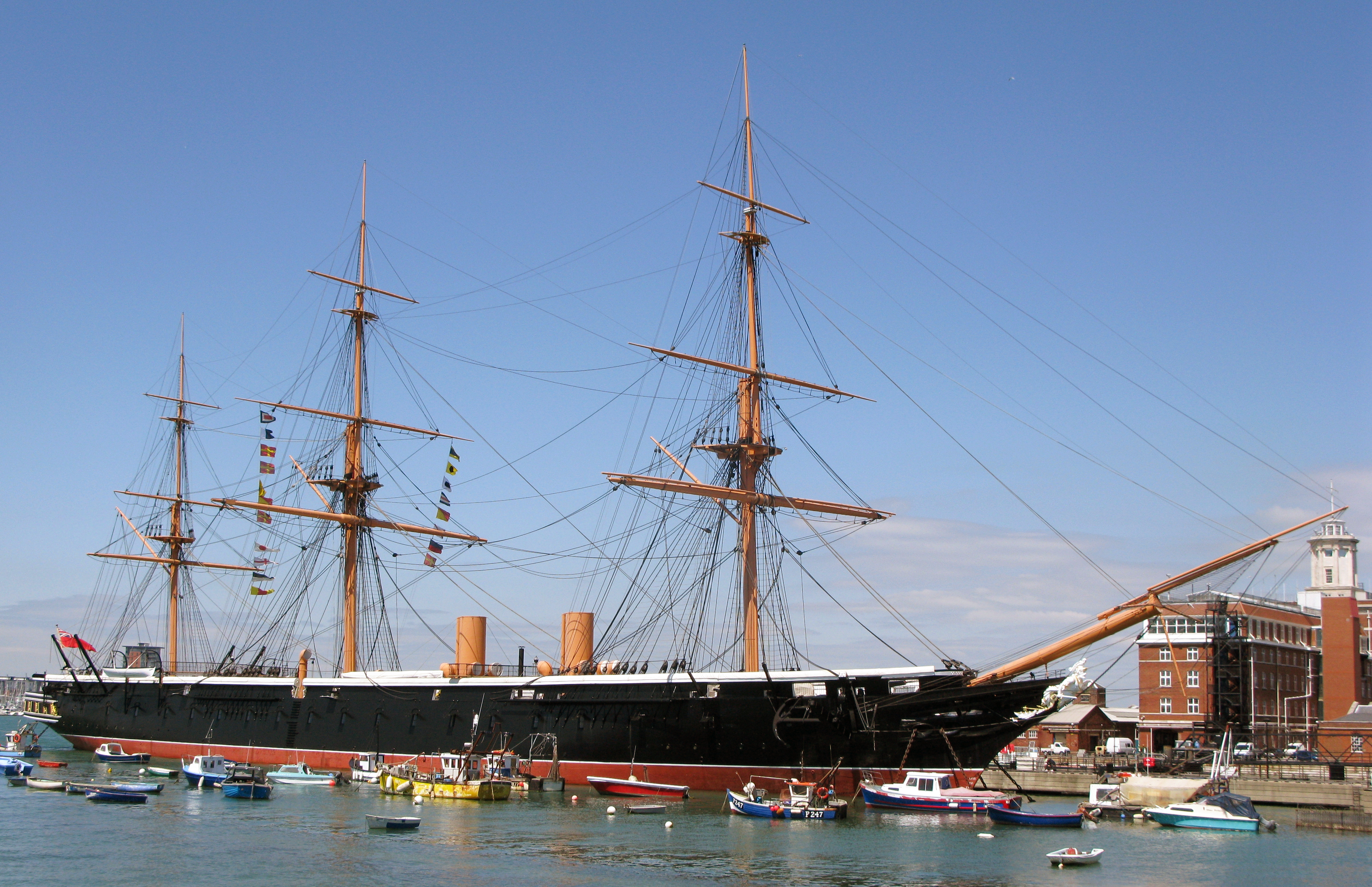
El HMS Warrior (1860), primer vaixell de guerra oceànic de la Reial Armada Britànica amb casc de ferro.

El desenvolupament d'obusos d'alt poder explosiu va fer necessari l'ús de blindatge metàl·lic en els vaixells de guerra. L'any 1859, França va botar La Gloire, el primer vaixell de guerra ironclad oceànic. Tenia perfil de navili de línia i una única coberta per reduir el seu desplaçament. Tot i estar fet de fusta i dependre de les seves veles per a la majoria de viatges, el La Gloire va ser equipat amb hèlixs i el seu casc de fusta estava cobert per un gruixut blindatge de planxes de ferro. Aquest vaixell va obligar a la Reial Armada Britànica a innovar, ansiosa per evitar que França prengués avantatge tecnològic.
Només catorze mesos després de La Gloire els britànics van botar la fragata Warrior, amb armament superior, després del que ambdues nacions es van embarcar en un programa de construcció de nous ironclad i de conversió de navilis de línia amb hèlixs en fragates cuirassades. en dos anys Itàlia, Àustria, Espanya i Rússia havien ordenat la construcció de vaixells de guerra ironclad, i per a quan es va produir el famós combat entre el USS Monitor i el CSS Virginia a la batalla d'Hampton Roads el 1862 a l'almenys vuit països tenien vaixells ironclad.

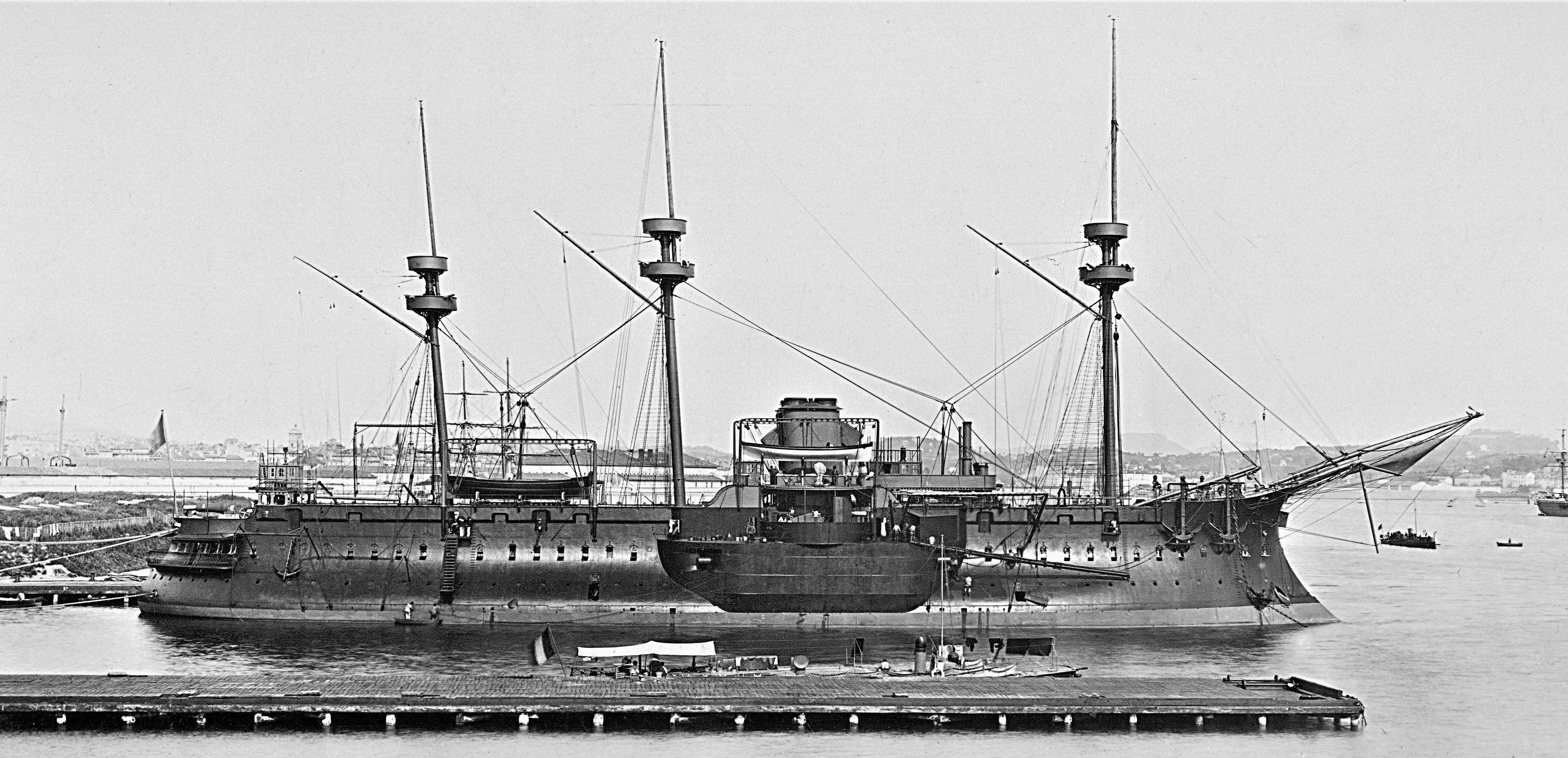
El francès Redoute (1876), primer vaixell de guerra a utilitzar l'acer com a principal material de construcció.

Les armades van experimentar amb la disposició dels canons en torretes (com l'USS Monitor), en bateries centrals i en barbetes, o amb l'esperó com a arma principal. Les màquines de vapor seguien evolucionant i els pals van ser gradualment retirats del disseny dels vaixells de guerra. A mitjans de la dècada de 1870 l'acer ja era utilitzat com a material de construcció juntament amb el ferro i la fusta. El Redoute de la marina francesa, posat en graderia en 1873 i botat en 1876, va ser un buc amb bateria central i barbeta que es va convertir en la primera nau militar al món a usar l'acer com a principal material de construcció.

## Cuirassats pre-dreadnought

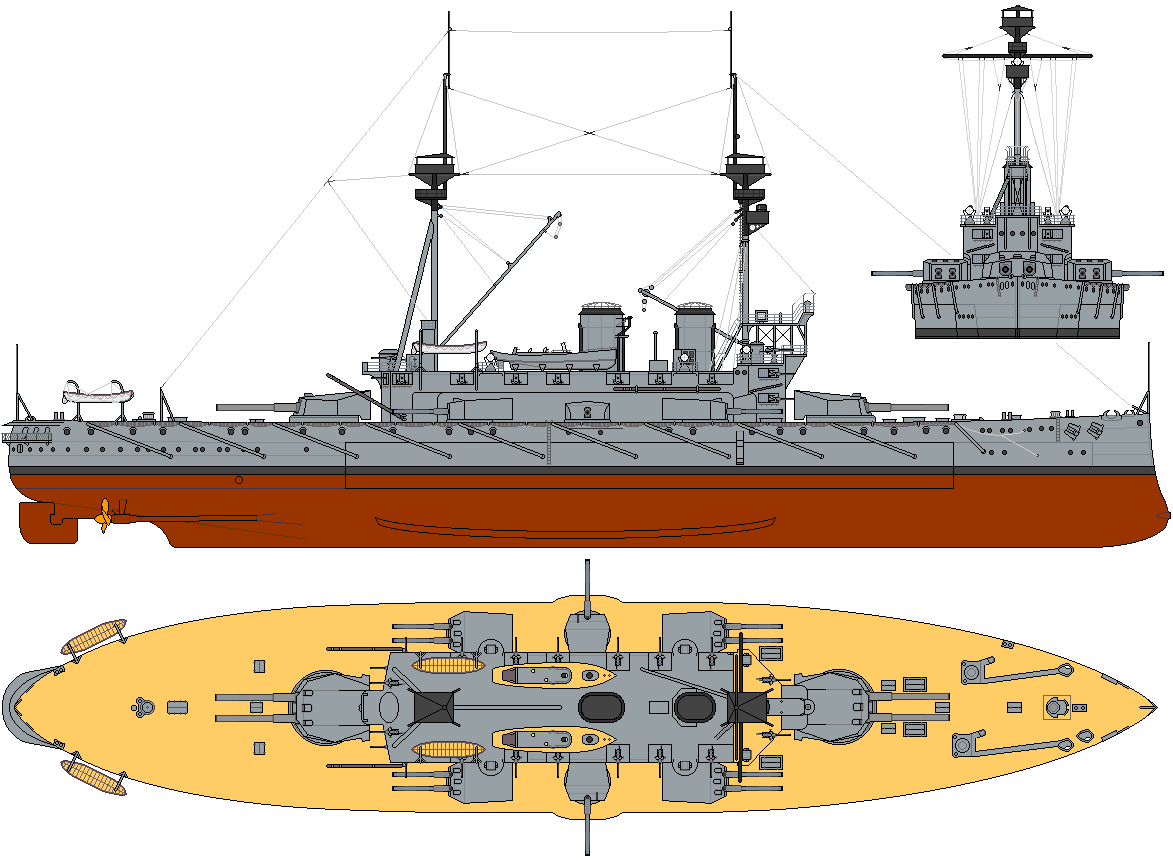
Diagrama de lHMS Agamemnon (1908), típic pre-dreadnought tardà.

El terme «cuirassat» va ser oficialment adoptat per la Reial Armada britànica en la reclassificació de 1892. En aquesta dècada el disseny de cuirassats anava adquirint característiques similars, les del tipus que avui es coneix com a «cuirassats pre-dreadnought». Eren vaixells sense veles, fortament blindats i amb bateries heterogènies de canons en torretes. La classe típica de cuirassats de l'era pre-dreadnought desplaçava entre 15 000 i 17 000 tones, aconseguia una velocitat de 16 nusos (30 km/h) i portava un armament principal de quatre canons de 305 mm en dues torretes, una a proa i una altra a popa, i una bateria secundària de diversos calibres disposada cap al centre de la nau, al voltant de la superestructura.
Els canons de 305 mm de tret lent van ser les armes principals per al combat cuirassat contra cuirassat. Les bateries secundària i intermèdia tenien dos rols. Contra grans vaixells s'emprava una pluja de foc de les ràpides armes secundàries per infligir danys a les superestructures i distreure els artillers enemics, fet útil contra vaixells més petits com els  creuers. Els canons més petits, de menys de 5,5 kg, estaven reservats per protegir el cuirassat de l'amenaça d'atacs amb torpedes per part de destructors i vaixells torpediners.

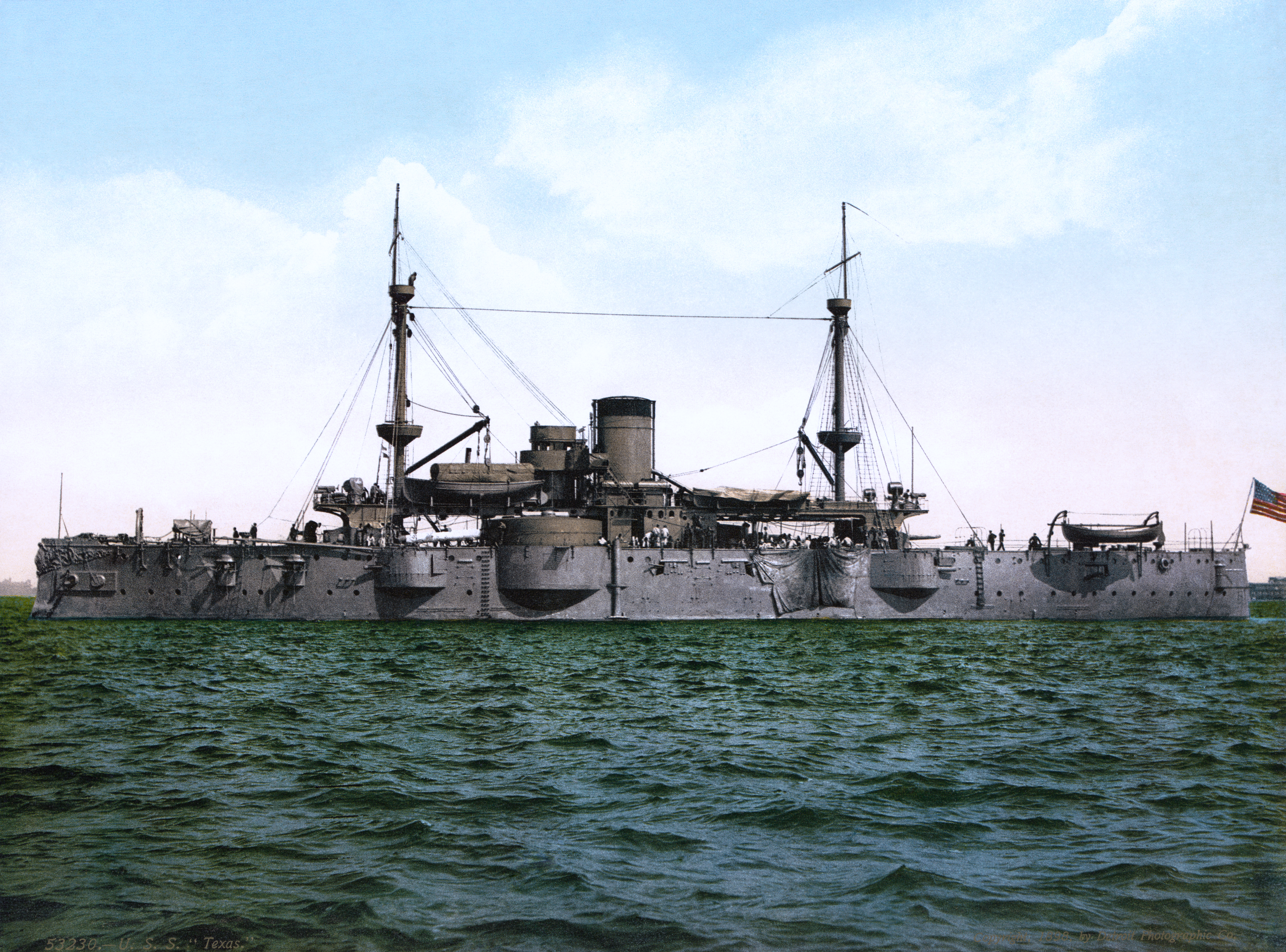
El cuirassat pre-dreadnought USS Texas, construït el 1892, va ser el primer cuirassat de l'armada dels Estats Units.

El començament de l'era pre-dreadnought va coincidir amb la reafirmació del poder naval del Regne Unit, que des de molt temps abans dominava els mars. Els costosos projectes navals eren criticats per líders polítics britànics de totes les inclinacions,, però l'any 1888 la por a la guerra amb França i el rearmament rus li va donar un nou impuls a la construcció naval a les illes. L'Acta de Defensa Naval britànic de 1889 va portar a la posada en graderia d'una nova flota, inclosos vuit nous cuirassats. Es va establir el principi que l'armada britànica havia de ser més poderosa que la combinació dels dos següents poders navals, una política destinada a aturar la construcció francesa i russa de cuirassats. Tot i això, aquests dos països van ampliar les seves flotes amb més i millors cuirassats en la dècada de 1890.
En els últims anys del segle xix i els primers del XX l'escalada en la construcció de cuirassats va portar a una cursa d'armament naval entre el Regne Unit i Alemanya. Les lleis navals alemanyes impulsades per Alfred von Tirpitz en 1890 i 1898 van autoritzar una flota de trenta-vuit cuirassats, una amenaça molt seriosa per l'equilibri de poder naval. El Regne Unit va respondre amb més cuirassats, però cap al final de l'era pre-dreadnought la supremacia britànica s'havia afeblit considerablement. El 1883 el Regne Unit tenia trenta-vuit cuirassats, el doble que França i gairebé tants com tota la resta de món, però en 1897 el seu domini era molt menor a causa de la competició amb França, Alemanya i Rússia, així com al desenvolupament de flotes de cuirassats  pre-dreadnought  a Itàlia, Estats Units i Japó. Turquia, Espanya, Suècia, Dinamarca, Noruega, els Països Baixos, Xile i Brasil tenien flotes de segona categoria compostes per creuers cuirassats, vaixells de defensa costanera o monitors.
Els pre-dreadnoughts continuar les innovacions tècniques dels ironclad i van millorar les torretes, les planxes de blindatge i les màquines de vapor, a més d'introduir tubs llançatorpedes. Alguns dissenys, com les classes nord-americanes Kearsarge i Virginia, van experimentar amb bateries intermèdies compostes per canons de 203 mm superposades a la principal de 305 mm. Els resultats van ser molt pobres, com que els efectes de la reculada i les explosions de les armes primàries deixaven inutilitzables les bateries de 203 mm, al que se sumava la incapacitat d'emprar l'armament primari i secundari contra diferents objectius, i això provocava serioses limitacions tàctiques. Aquest disseny que es va implementar per estalviar pes, no compensava la dificultat de la seva posada en pràctica.
La batalla de Tsushima a la Guerra russo-japonesa va demostrar que la velocitat dels cuirassats i les grans peces amb abast més gran eren més avantatjoses en una batalla naval que les bateries mixtes de diferents mides.

## Era dreadnought

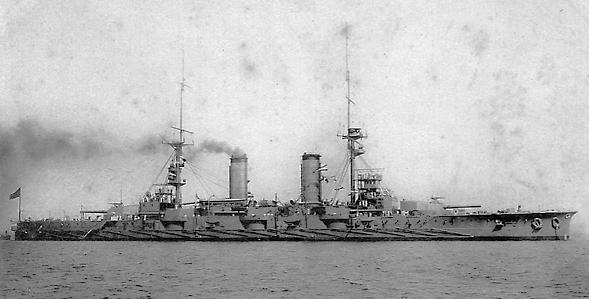
El Satsuma japonès, el disseny preliminar preveia una bateria homogènia de canons de 305 mm.

L'any 1906 la Reial Armada Britànica va botar el revolucionari  HMS Dreadnought, la construcció i característiques van ser impulsades per l'almirall John Arbuthnot Fisher. Dreadnought és un mot compost de l'anglès dread (por), i nought (mot antic per a ‘res') que a l'origen es feia servir per descriure una persona sense por. El 1596, ja hi ha un primer vaixell amb aquest nom. El vaixell de 1906 va deixar obsolets tots els cuirassats existents. Combinava una bateria uniforme de deu canons de 305 mm amb un poderós blindatge de protecció i una velocitat sense precedents, i va obligar les armades de tot el món a avaluar de nou els seus programes de construcció de cuirassats.
Tot i que l'Armada Imperial Japonesa havia botat ja l'any 1904 un cuirassat amb una bateria principal de poderosos canons, el Satsuma, i aquest concepte de dotar els vaixells amb nombrosos canons de gran potència s'havia estudiat uns anys, encara no s'havia posat a prova en combat. El Dreadnought va esperonar una nova carrera d'armament naval a tot el món i especialment entre el Regne Unit i Alemanya perquè aquesta nova classe de cuirassats va esdevenir un element clau de poder nacional.
Tal èxit de popularitat fa que el terme dreadnought ja es fes servir sovint abans per a indicar «cuirassats monocalibre». El desenvolupament tècnic va avançar ràpidament en l'era dreadnought i es va deixar veure en tots els aspectes dels vaixells de guerra: artilleria, blindatge i propulsió. Deu anys després de l'avarada del Dreadnought es construint vaixells molt més poderosos, els super-dreadnought.

### Origen

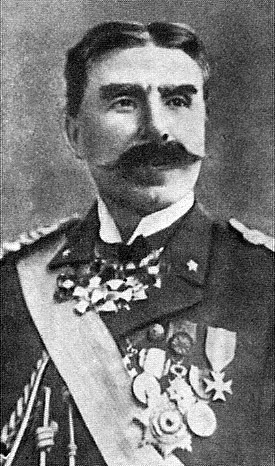
Vittorio Cuniberti.

En els primers anys del segle xx diverses armades de tot el món van experimentar amb la idea d'un nou tipus de cuirassat dotat d'un armament uniforme de canons de gran calibre. L'almirall Vittorio Cuniberti, cap d'arquitectura naval de la marina italiana, ja havia esbossat el concepte d'un cuirassat amb una bateria uniforme de poderosos canons l'any 1903. Com la Regia Marina no va posar en pràctica les seves idees, va escriure un article en l'anuari Jane's Fighting Ships al qual proposava el futur cuirassat britànic «ideal»: un gran vaixell cuirassat de disset mil tones, armat amb una bateria principal d'un únic calibre (dotze canons de 305 mm), cinturó cuirassat de 300 mm i capaç de navegar a 24 nusos.
La guerra rus-japonesa va proporcionar l'experiència operacional per provar aquest concepte de bateria uniforme. En les batalles navals del mar Groc (1904) i Tsushima (1905) els cuirassats pre-dreadnought van intercanviar salves a distàncies d'entre set i onze quilòmetres, fora de l'abast de les bateries secundàries. Tot i que aquests combats van demostrar la importància dels canons de 305 mm sobre les contraparts de menor calibre, alguns historiadors mantenen l'opinió que les bateries secundàries són tan importants com els canons més grossos.
Els dos primers cuirassats amb bateria única de canons de gran calibre van ser posats en graderia al Japó com a part del Programa 1903-1904, dotats amb vuit canons de 305 mm. No obstant això, els dissenys preveien un blindatge massa prim i va requerir un redisseny substancial. La pressió financera de la guerra rus-japonesa i els pocs canons de 305 mm disponibles, ja que aquests havien de ser importats del Regne Unit, van obligar que aquests vaixells fossin botats amb una bateria mixta de canons de 254 i 305 mm. Aquest disseny de 1903-1904 també conservava les tradicionals màquines de vapor de triple expansió.
Ja l'any 1904 John Arbuthnot Fisher, Primer Lord de l'Almirallat de la Marina Reial britànica, era convençut de la necessitat de vaixells més ràpids i poderosos amb armament únic de gran calibre, i el que ha passat a Tsushima va convèncer de la necessitat d'estandarditzar els canons de 305 mm. A Fisher li preocupaven els submaríns i els destructors equipats amb torpedes, que llavors amenaçaven amb superar l'abast dels canons dels cuirassats, i això va fer imperatiu augmentar la velocitat dels vaixells principals. L'opció preferida d'aquest almirall britànic era un concepte creat per ell, el creuer de batalla: lleugerament blindat però fortament armat amb vuit canons de 305 mm i capaç de navegar a 25 nusos (46 km/h) amb turbines de vapor. 
L'HMS Dreadnought britànic va ser la materialització del nou concepte de cuirassat i el banc de proves de la revolucionària tecnologia. Dissenyat el gener de 1905, posat en graderia a l'octubre d'aquest any i finalitzat el 1906, portava 10 canons de 305 mm, cinturó blindat de 279 mm i va ser el primer gran vaixell en estar propulsat per turbines de vapor. Muntava els seus canons en cinc torretes, tres a la línia de crugia (dues cap a popa i una cap a proa) i dues més a tots dos costats al centre de la nau, el que va dotar a aquest cuirassat en el moment de la seva avarada d'un poder de foc dues vegades més gran que qualsevol altre vaixell. Conservava diversos canons de tret ràpid de 76 mm per a ser usats contra vaixells torpediners i destructors. El seu blindatge era prou gruixut per a combatre cara a cara amb qualsevol altre vaixell i sortir victoriós.

HMS Dreadnought
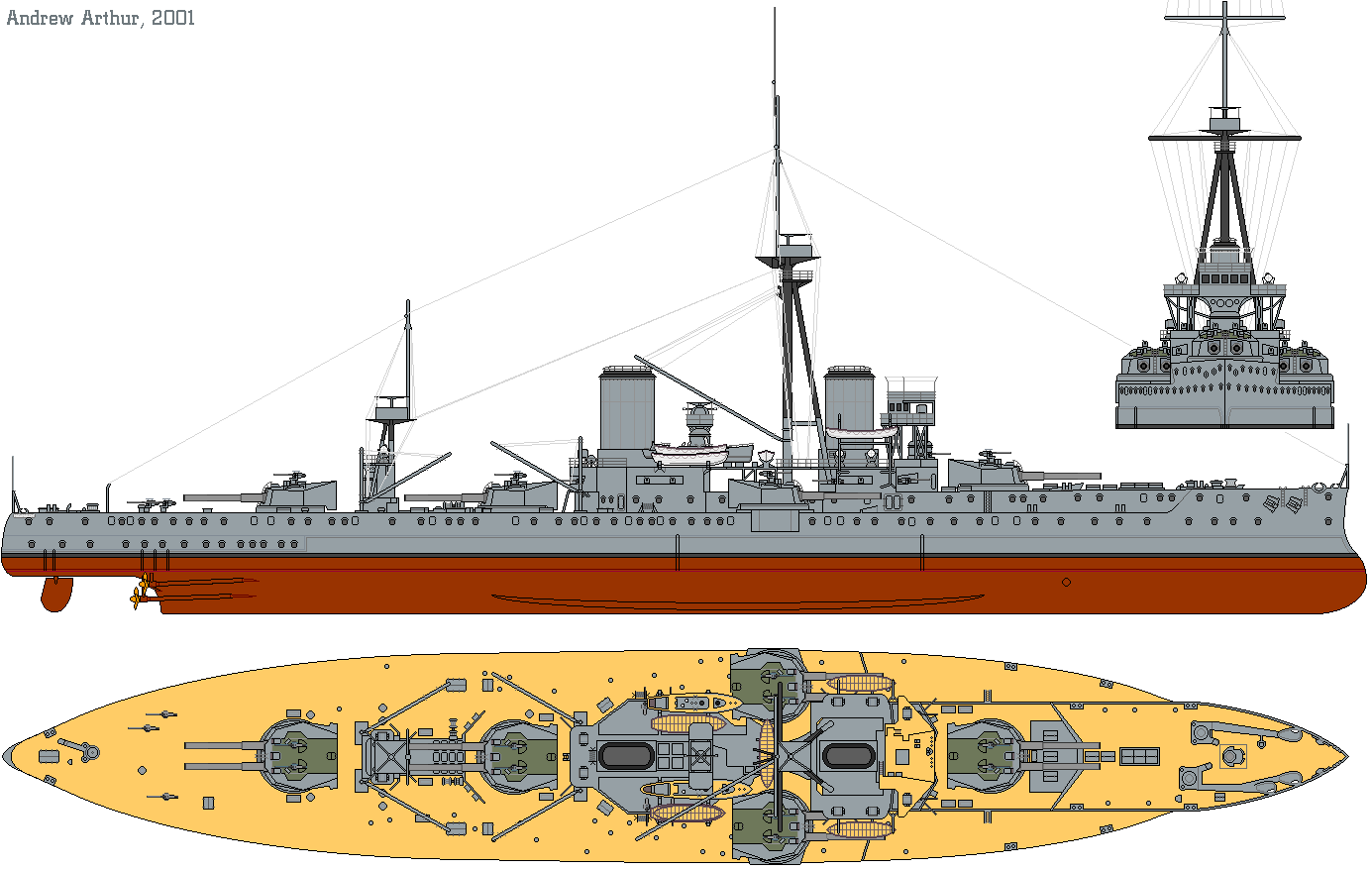
Dibuix de les línies del cuirassat.
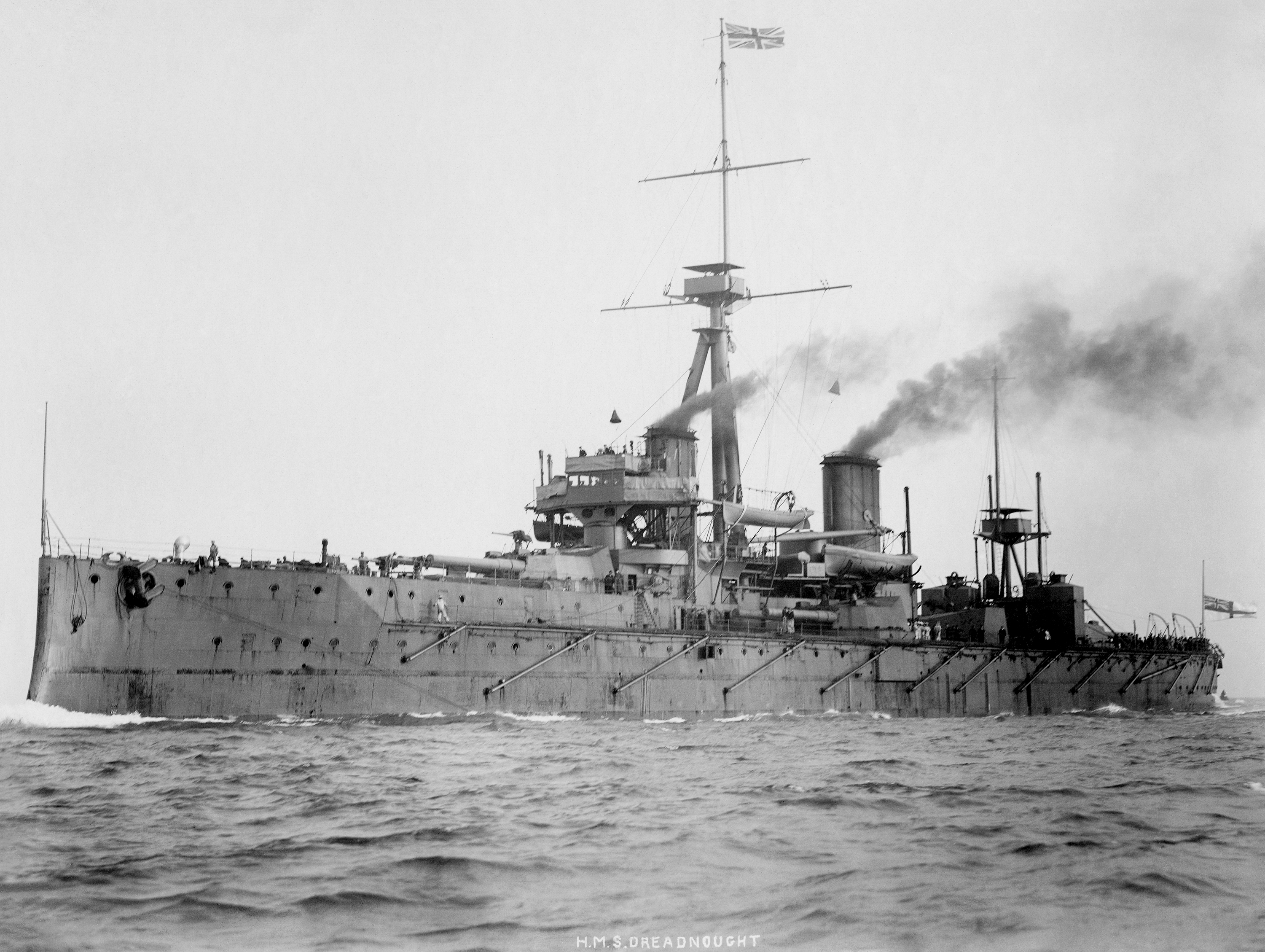
Fotografia del Dreadnought.
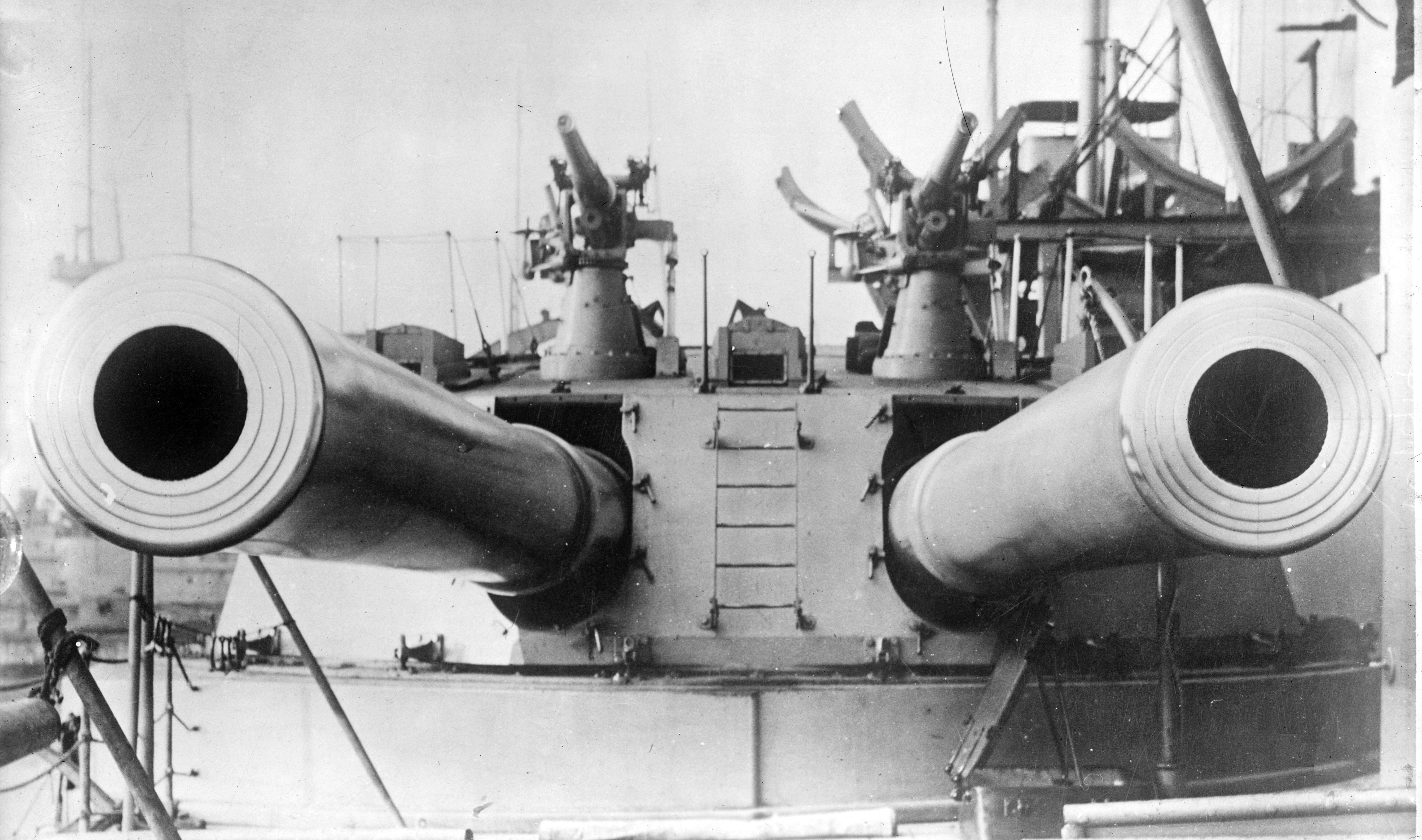
Canons principals de 305 mm.

Al Dreadnought li havien d'haver seguit tres creuers de batalla classe Invincible, però la construcció va ser retardada per incorporar en el disseny les lliçons apreses amb el Dreadnought. Encara que Fisher pretenia que aquest fos l'últim cuirassat de la Reial Armada britànica, va tenir un disseny tan reeixit que es va quedar sense suports per al seu pla de convertir tota l'armada en una flota de creuers de batalla. Encara que hi va haver alguns problemes amb el Dreadnought (les torretes volades dels laterals tenien un limitat radi de tir, pressionaven i danyaven el casc quan es disparava una salva completa i la part més gruixuda del cinturó blindat quedava sota l'aigua amb el vaixell a plena càrrega), la Reial Armada britànica va posar de seguida en servei sis vaixells de similar disseny de les classes  Bellerophon i St. Vincent.

### Carrera d'armament
El 1897, abans de la revolució del Dreadnought, la Reial Armada britànica tenia seixanta-dos cuirassats en servei o en construcció, vint més que França i cinquanta més que Alemanya. el 1906 l'armada britànica va fer un pas de gegant en el camp dels cuirassats, però va donar inici a una carrera armamentística d'importantíssimes conseqüències estratègiques. Tots els grans poders navals van competir per tenir els seus propis dreadnoughts, ja que la possessió de moderns cuirassats no solament era vital per a una potència marítima, sinó també, com les armes nuclears en l'actualitat, representava l'estatus d'una nació al món. Alemanya, França, Rússia, Itàlia, Àustria, Japó i els Estats Units van començar programes de construcció de dreadnoughts i potències de segon ordre com Turquia, Argentina, Brasil i Xile van encarregar la creació aquest tipus de cuirassats a drassanes britàniques i nord-americanes.

## Primera Guerra Mundial

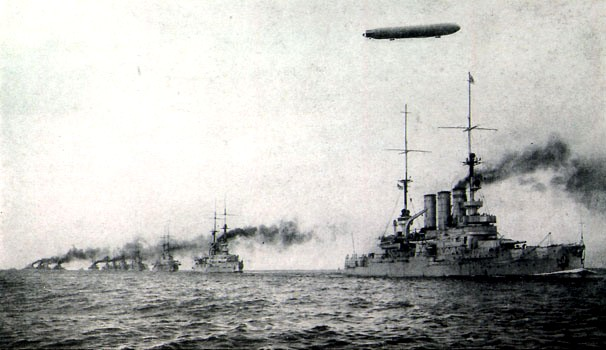
Cuirassats tipus dreadnought de la Flota d'Alta Mar alemanya a l'any 1917.

La Primera Guerra Mundial va ser una decepció per a les grans flotes de cuirassats dreadnought perquè no hi va haver cap xoc decisiu entre flotes de batalla modernes com a Tsushima. La intervenció de cuirassats va ser marginal, ja que els grans combats de la conflagració global, a França i Rússia, van ser terrestres, i l'anomenada  campanya de l'Atlàntic va ser una lluita desigual entre els submarins U-boot alemanys i els vaixells mercants britànics.
Gràcies a factors geogràfics, la Reial Armada britànica va poder mantenir bloquejada al mar del Nord a la ja llavors poderosa Flota d'Alta Mar alemanya, ja que els estrets i canals que donaven sortida a l'Atlàntic estaven tancats per forces britàniques. ambdues parts eren conscients de la superioritat numèrica dels cuirassats dreadnought britànics, de manera que un gran combat entre les dues flotes resultaria en victòria dels britànics. Per això, l'estratègia alemanya va ser intentar provocar combats favorables a la seva situació: o bé obligar a combatre en solitari a la Gran Flota o atraure els britànics a les costes alemanyes, on els camps de mines, vaixells torpediners i submarins germans podrien equilibrar la balança.

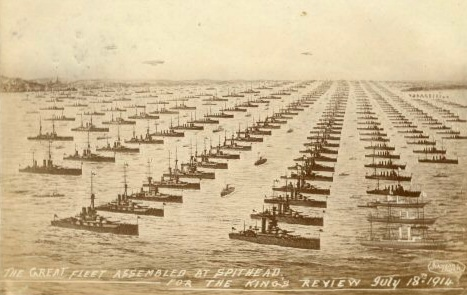
La Gran Flota britànica el 1914.

En els dos primers anys de la guerra mundial només es van produir petites escaramusses entre creuers de batalles, les batalles de la Badia Heligoland (1914) i del Banc Dogger (1915), així com alguns atacs alemanys a les costes britàniques. No obstant això, el 31 de maig de 1916 un nou intent alemany d'atreure algunes unitats de l'armada britànica va acabar en un gran xoc entre les dues flotes a la batalla naval de Jutlàndia. Després de diverses hores de combat en què els britànics van perdre més vaixells i homes, la flota alemanya va haver de retirar-se davant l'evident superioritat numèrica del seu contendent i els seus comandants van arribar a la conclusió de no tornar a enfrontar-se als britànics en una batalla de flota contra flota.
A la resta de teatres de batalla no hi va haver grans combats decisius, ja que en el mar Negre la pugna entre els cuirassats russos i turcs no va passar d'escaramusses. Al mar Bàltic les accions es van limitar als atacs a combois mercants i la col·locació de camps de mines, i l'únic combat significatiu entre esquadrons de cuirassats ser la batalla de l'estret de Muhu, en la qual els russos van perdre un cuirassat. El mar Adriàtic va ser en cert sentit un mirall de la mar del Nord: la flota  austrohongaresa de cuirassats dreadnought va romandre embotellada pel bloqueig franc-britànic. Finalment, al Mediterrani l'acció més destacada realitzada per cuirassats va ser l'assalt amfibi a Gallípoli.

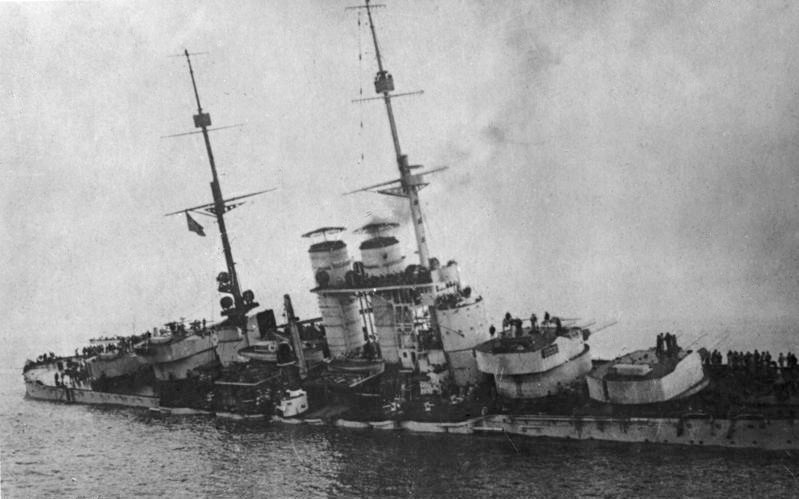
Enfonsament del SMS Szent István el 10 de juny de 1918 després de ser torpedinat per una llanxa torpedinera italiana.

Aquesta guerra va posar de manifest la vulnerabilitat dels cuirassats davant unitats més barates. El setembre de 1914 l'amenaça potencial als grans vaixells que representaven els submarins alemanys va ser confirmada pels reeixits atacs als creuers britànics, cas de l'enfonsament de tres creuers cuirassats britànics per part del submarí   U-9  en menys d'una hora. Les mines marines també van provar el seu perill un mes després, quan el nou cuirassat súper-dreadnought britànic HMS Audacious va xocar contra una i es va enfonsar. Per a fins d'octubre els britànics havien canviat les seves estratègies i tàctiques en el mar de Nord amb la intenció de reduir el risc d'atacs de submarins U-boot. el pla alemany a la batalla naval de Jutlàndia es va basar en part en els atacs de submarins a les unitats britàniques, i el replegament germànic davant la potència més gran de foc de l'enemic va resultar reeixit gràcies al fet que els creuers i destructors es van aproximar als cuirassats britànics i els van obligar a allunyar-se per evitar els torpedes. El perill dels atacs de submarins als cuirassats i les baixes sofertes en els creuers van augmentar la preocupació a la Reial Armada britànica per la vulnerabilitat dels cuirassats.
Per la seva banda, la Flota d'Alta Mar alemanya va decidir no emprendre accions ofensives contra els britànics sense l'assistència de submarins, i una vegada que aquests van ser requerits per augmentar els atacs al comerç, la flota va haver de romandre a port tot el que restava de guerra. en altres escenaris també es va demostrar l'efectivitat d'unitats menors en el dany o destrucció de cuirassats: el  SMS  Szent István  de l'armada austrohongaresa va ser enfonsat per llanxes torpedineres italianes el juny de 1918 i el seu vaixell bessó, el  SMS  Viribus Unitis , va ser enfonsat per bussos. Els vaixells capitals aliats que es van perdre en Gal·lípoli van ser enfonsats per mines i torpedes, mentre que el pre-dreadnought turc Messudieh va ser capturat a l'estret dels Dardanels per un submarí britànic.

## Període d'entreguerres
Alemanya no va tenir cuirassats durant molts anys. L' armistici amb Alemanya signat després de la fi de la Primera Guerra Mundial requeria que tota la seva Flota d'Alta Mar fos desarmada i internada en un port neutral. Davant la dificultat de trobar tal port neutral, els vaixells van passar a la custòdia britànica i van ser portats a l'ancoratge de Scapa Flow, a les illes Orcades. Tot i que el Tractat de Versalles estipulava que els vaixells havien de ser lliurats als britànics, la major part d'ells van ser tirats en orris a Scapa Flow pels seus propis tripulants el dia 21 de juny de 1919, poc abans que Alemanya signés el tractat de pau. El tractat també limitava la mida de l'armada alemanya i li impedia la construcció o possessió de qualsevol gran vaixell de guerra.

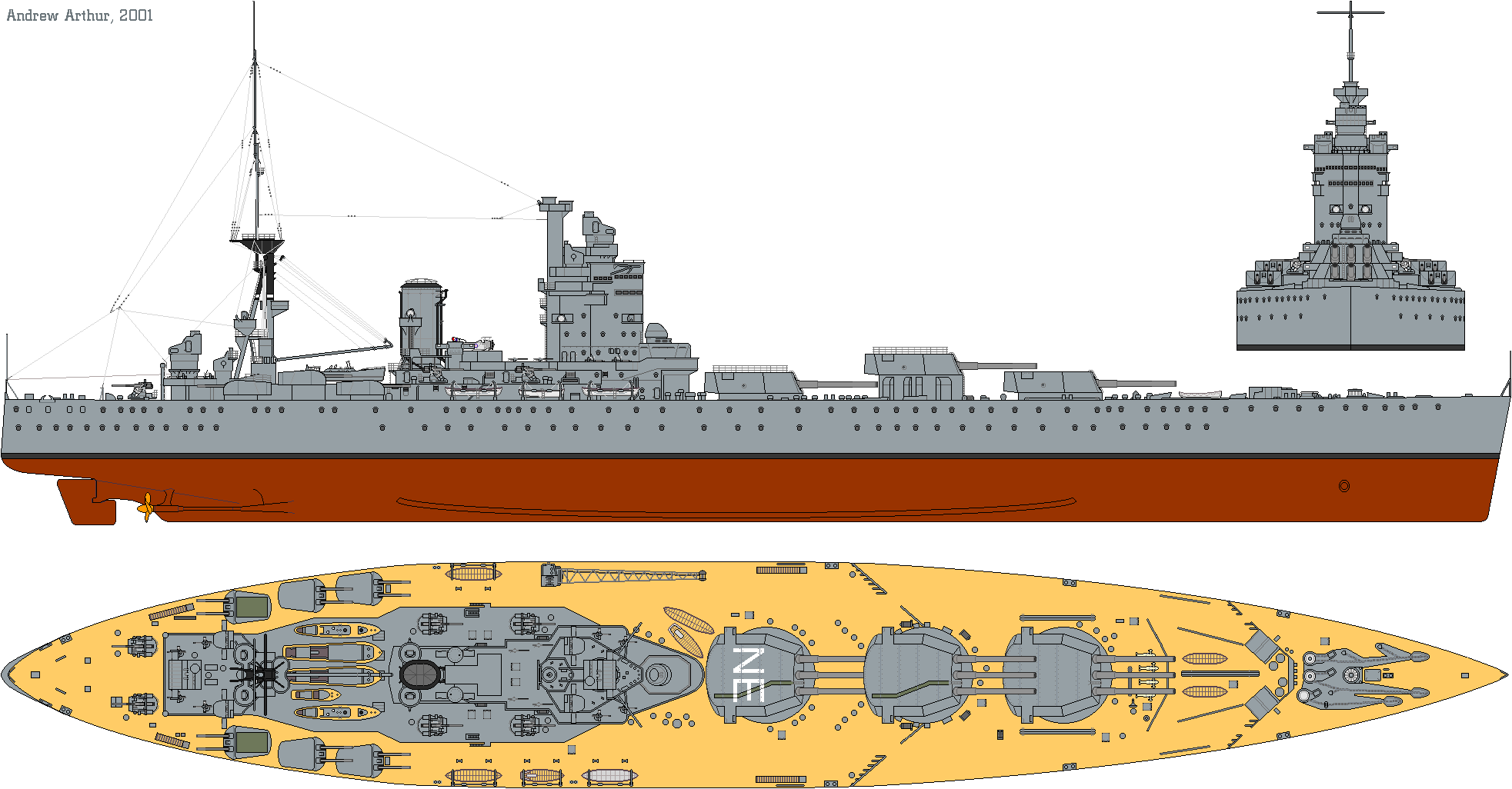
Dibuix del cuirassat britànic HMS Nelson, ja en servei el 1927.

En el període d'entreguerres els cuirassats van estar subjectes a estrictes limitacions internacionals destinades a evitar una altra costosa carrera d'armament. Tot i que els vencedors de la guerra no estaven limitats per cap tractat, la major part de les grans potències marítimes van romandre paralitzades després de la conflagració. Davant la perspectiva d'una carrera d'armaments navals contra el Regne Unit i el Japó, que a més hauria portat a una possible guerra a l'oceà Pacífic, els Estats Units estaven disposats a concloure el Tractat Naval de Washington de 1922. Aquest tractat limitava el nombre i grandària dels cuirassats que podien posseir les grans nacions i requeria a Regne Unit acceptar la paritat amb els Estats Units i rompre l'aliança amb el Japó. al tractat de Washington van seguir altres tractats navals, com la Primera Conferència Naval de Ginebra (1927), el Primer Tractat Naval de Londres (1930), la Segona Conferència Naval de Ginebra (1932) i finalment el Segon Tractat Naval de Londres (1936), tots destinats a establir límits a la mida dels vaixells capitals. Aquests acords van quedar efectivament obsolets l'1 de setembre de 1939 amb l'esclat de la Segona Guerra Mundial, però la classificació de vaixells que havien acordat romandre vigent.
Els tractats també inhibien el desenvolupament limitant el desplaçament màxim dels vaixells, de manera que projectes com els cuirassats classe N3 britànics, el primer de laClasse South Dakota nord-americà i de la classe Kii japonesa (tots els quals tendien a ser més grans, millor armats i blindats) mai van passar de la taula de dibuix. Els vaixells que van ser botats durant aquest període van ser coneguts com «cuirassats del tractat». Els límits imposats pels tractats van portar al fet que es botessin menys cuirassats en les dues dècades que van transcórrer des d'una guerra a una altra (1919-1939) que des de 1905 a 1914.

### Ascens del poder aeri
Ja a l'any 1914 l'almirall britànic Percy Scott va predir que els cuirassats perdrien rellevància per culpa de l'aviació militar. A final de la Primera Guerra Mundial els avions havien adoptat satisfactòriament el torpede com a arma, i el 1921 el general italià i teòric de l'aire Giulio Douhet va completar un influent tractat sobre bombardeig estratègic titulat el domini de l'aire, en què preveia el domini del poder aeri sobre les unitats navals.

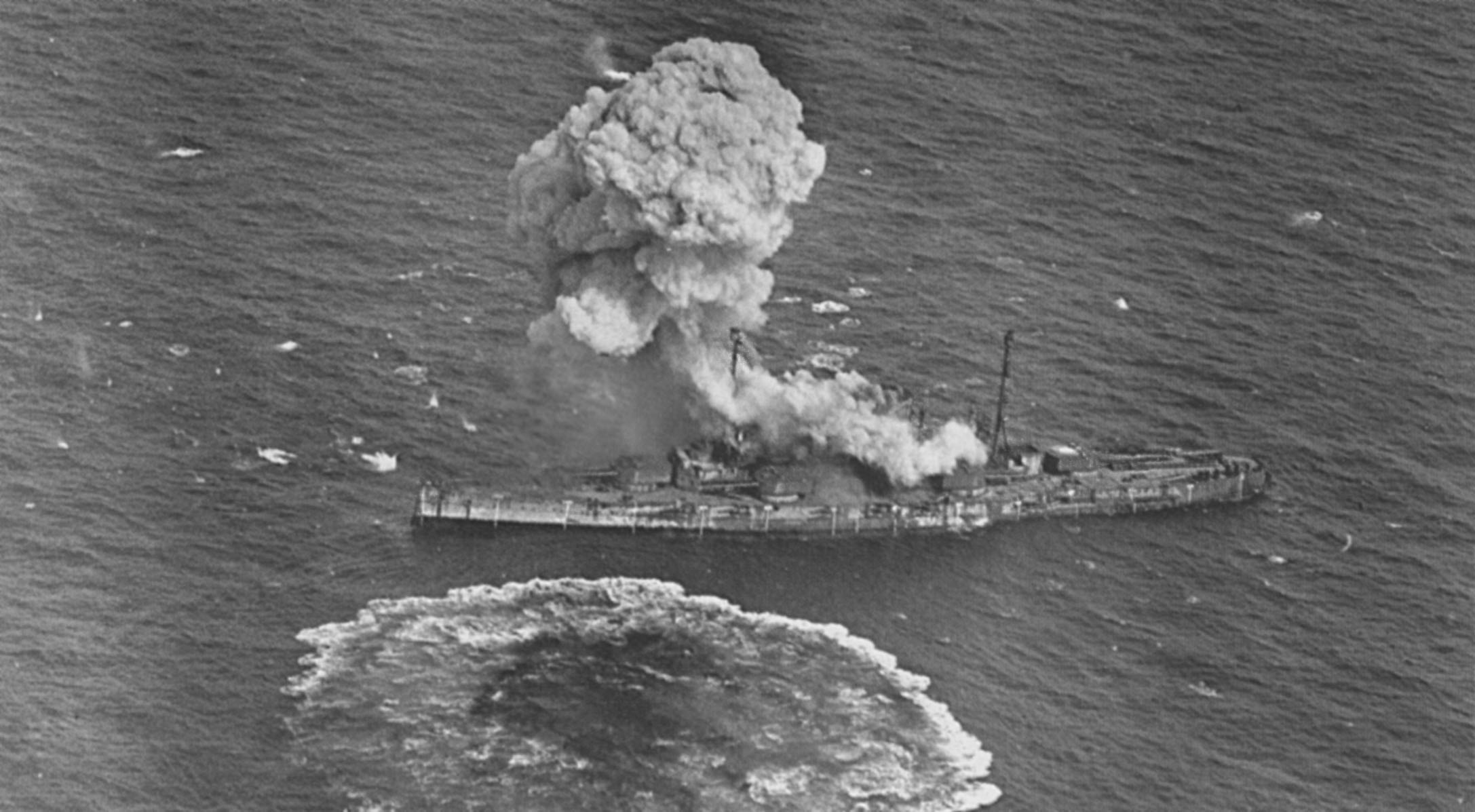
Les proves de bombardeig que van enfonsar el SMS Ostfriesland (1909) el setembre de 1921.

Als anys 1920 el general Billy Mitchell, del cos aeri de l'exèrcit dels Estats Units, creient que les forces aèries havien deixat obsoletes totes les armades del món, va afirmar davant el Congrés dels EUA que «es poden construir i operar mil avions bombarders pel preu d'un cuirassat» i que un esquadró d'aquests bombarders podia enfonsar un cuirassat, fent més eficient l'ús dels fons governamentals. Això va enfurismar a l'armada dels EUA, malgrat tot, se li va permetre a Mitchell realitzar una sèrie d'acurades proves amb l'armada i bombarders del cos de Marines. El 1921 va bombardejar i va enfonsar nombrosos vaixells, inclòs l'«insubmergible» cuirassat alemany de la Primera Guerra Mundial SMS Ostfriesland i el pre-dreadnought americà Alabama.
Encara que Mitchell havia requerit «condicions de temps de guerra», els vaixells que va enfonsar estaven obsolets, immòbils, sense defenses i sense control de danys. A més, l'enfonsament del Ostfriesland va ser acompanyat de la violació d'un acord que hauria permès als enginyers de l'armada examinar els efectes de diverses municions, ja que els aviadors de Mitchell van fer cas omís de què s'ha acordat i van enfonsar el vaixell en qüestió de minuts en un atac coordinat. Mitchell després va declarar de cara als titulars periodístics: «Cap navili de superfície pot existir allà on poden ataca les força aèries que actuen des de bases en terra». Encara que lluny de ser concloents, les proves de Mitchell van ser rellevants perquè va posar un pas per darrere als defensors del cuirassat enfront de l'aviació naval. El contraalmirall William A. Moffett va utilitzar l'opinió pública contra Mitchell per avançar cap a l'expansió del naixent programa de 'portaavions de l'armada nord-americana.

### Rearmament
Les armades del Regne Unit, EUA I l'Imperi del Japó van ampliar i modernitzar extensivament els seus cuirassats de l'època de la Primera Guerra Mundial durant la dècada de 1930. Entre les noves característiques van estar l'increment de l'alçada i estabilitat de les torres dels telèmetres (per al control de tir), més blindatge (especialment en les torretes) i armes antiaèries addicionals. Alguns vaixells britànics van rebre una gran superestructura en forma de bloc, sobrenomenada «Castell de la Reina Anna», cas del HMS Queen Elizabeth i el HMS Warspite, i que també va ser usada en les torres de comandament dels cuirassats ràpidsclasse King George V (1939). Se li van afegir bulgues antitorpedes tant per millorar la flotabilitat i contrarestar l'augment de pes com per aconseguir protecció submarina contra mines i torpedes. Els japonesos van reconstruir tots els seus cuirassats i creuers de batalla amb distintives estructures en forma de pagoda, i el  Hiei  va ser dotat amb una torre més moderna que influiria en els nous cuirassats classe Yamato. També se li van afegir bulgues i un conjunt de tubs d'acer per a millorar la protecció submarina i vertical a la línia de flotació. Als Estats Units van experimentar amb pals de gàbia i més tard amb pals en forma de trípode, encara que després de l'atac a Pearl Harbor alguns dels vaixells més danyats, com el USS West Virginia i el Califòrnia, es van reconstruir de manera similar als seus contemporanis classe Iowa amb els pals torre. El radar, efectiu més enllà del contacte visual, en la foscor i amb mal temps, va ser introduït com a complement del control de tir.

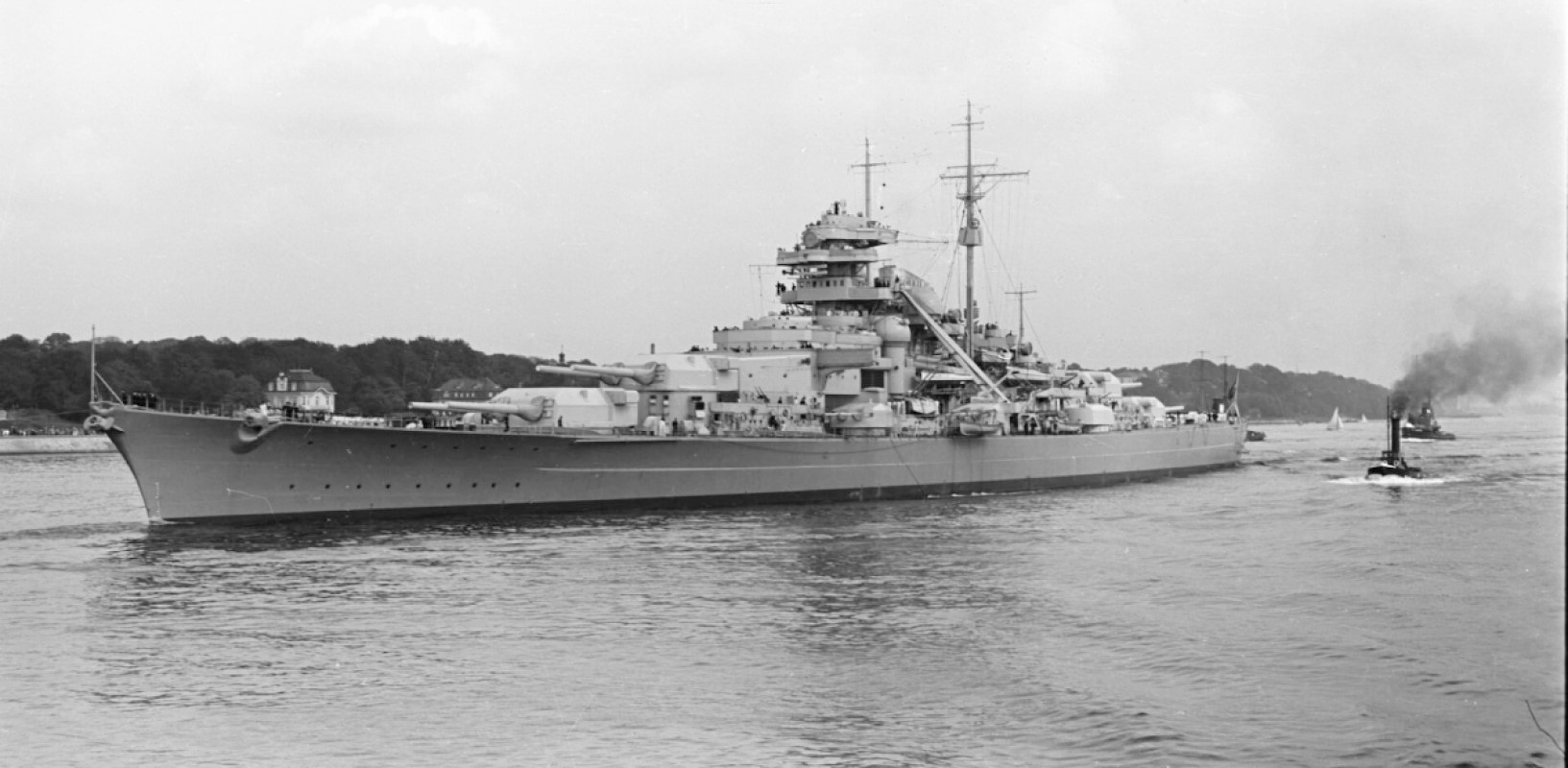
El cuirassat alemany Bismarck.

Fins i tot amb l'amenaça de guerra de nou a finals dels anys 1930, la construcció de cuirassats no va aconseguir la importància que havia tingut en els anys previs al primer conflicte global. La posició estratègica havia canviat i el patró en la construcció imposat pels tractats navals van portar a la reducció de la capacitat constructiva de les drassanes de tot el món.
A l'Alemanya nazi l'ambiciós Pla Z de rearmament naval va ser abandonat en favor d'una estratègia de guerra submarina complementada amb l'ús de creuers de batalla i els cuirassats classe Bismarck com corsaris del comerç. Al Regne Unit la necessitat més urgent era la defensa aèria i l'escorta de combois per salvaguardar a la població dels bombardejos i la fam, i els plans de rearmament naval van consistir en la construcció de cinc cuirassats Classe King George V. Va ser a la Mediterrània on les armades van estar més compromeses amb la guerra de cuirassats. França tenia previst construir sis cuirassats de les classes  Dunkerque  i  Richelieu , i Itàlia dos bucs [classe Littorio. Cap marina militar va optar per construir portaavions, i l'armada nord-americana només va destinar uns fons limitats fins a la classe South Dakota. Japó també va donar prioritat als portaavions, encara que d'altra banda va començar a treballar en els enormes cuirassats classe Yamato, el tercer dels quals, el| Shinano, va ser reconvertit en portaavions i el quart cancel·lat.

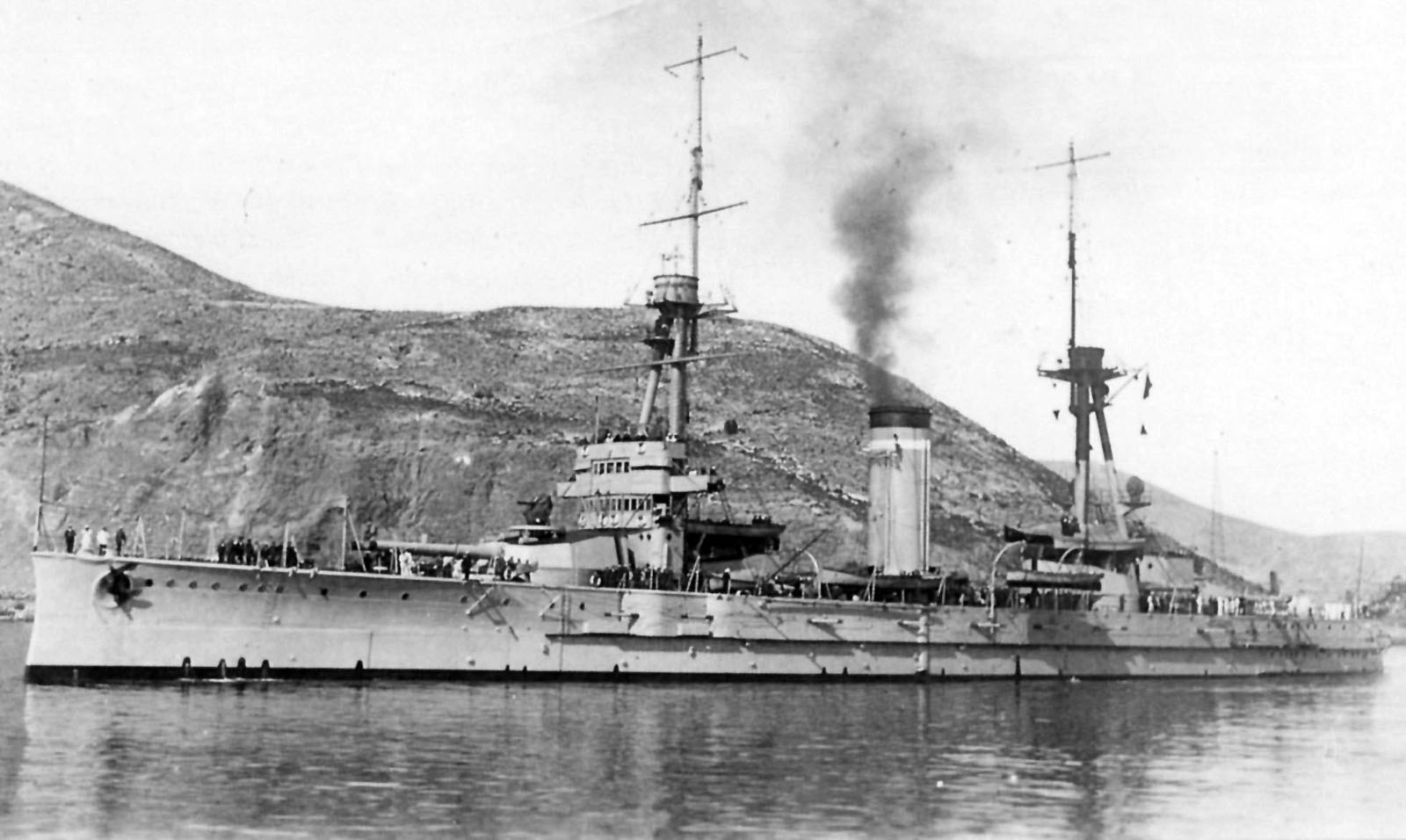
El cuirassat espanyol Alfons XIII (1915) en una foto de principis de la dècada de 1920.

A l'esclat de la Guerra Civil Espanyola l'armada espanyola comptava només amb dos cuirassats dreadnought, l' Espanya i el Jaume I. L' Espanya, originalment anomenat Alfons XIII, estava llavors en la reserva a la base naval del Ferrol i va caure en mans dels nacionalistes el juliol de 1936. La tripulació del Jaume I va matar els seus oficials, es va amotinar i es va unir a l'Armada republicana. Amb això, cada bàndol de la guerra comptava amb un cuirassat, tot i que l'armada republicana en general no tenia oficials experimentats. Els cuirassats espanyols es van limitar principalment a bloquejar-se mútuament, escortar combois i realitzar bombardejos de costa, i rarament es van veure implicats en combat contra altres unitats de superfície. L'abril de 1937 l' Espanya va xocar contra una mina marina col·locada per forces amigues i es va enfonsar amb escassa pèrdua de vides. El maig de 1937 el Jaume I va ser danyat per atacs aeris nacionalistes, i es va veure obligat a tornar a port per ser reparat, on va rebre nous impactes de bombes llançades per avions. Es va decidir per això remolcar-lo a un port més segur, però durant el trajecte el cuirassat va patir una explosió interna que va matar uns tres-cents persones i va destrossar totalment el vaixell. En el bloqueig de no-intervenció de la guerra civil van participar diversos vaixells capitals alemanys i italians. El 29 de maig de 1937 dos avions republicans van bombardejar el cuirassat de butxaca alemany Deutschland a Eivissa, i li van causar greus danys i nombrosos morts. El seu vaixell bessó Admiral Scheer va prendre represàlies bombardejant el port d'Almeria, on va provocar copioses destrosses. L'anomenat incident del  Deutschland  va significar la fi del suport italià i alemany a la no-intervenció.

## Segona Guerra Mundial

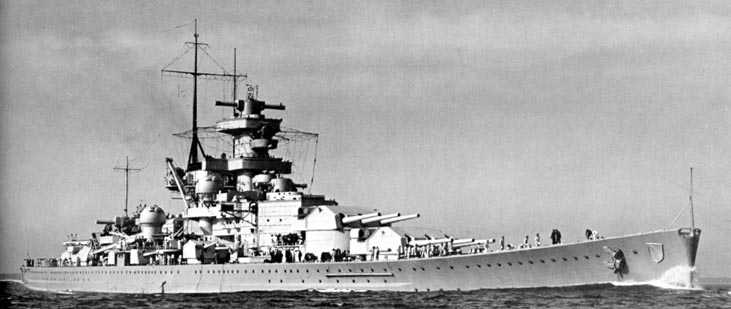
El cuirassat alemany Scharnhorst al costat del seu vaixell bessó Gneisenau va enfonsar el portaavions britànic Glorious el 8 de juny de 1940 davant les costes de Noruega.

El cuirassat alemany SMS Schleswig-Holstein, un obsolet pre-dreadnought, va realitzar els primers trets de la Segona Guerra Mundial en el bombardeig de la fortalesa polonesa de Westerplatte a la matinada l'1 de setembre de 1939 i la l'Imperi del Japó en aquest conflicte va signar la rendició a bord del cuirassat nord-americà Missouri. Entre aquests dos esdeveniments havia quedat molt clar que els portaavions eren els nous vaixells principals de les flotes i que els cuirassats havien estat relegats a un paper secundari.
Els cuirassats van jugar papers importants en grans combats en els teatres de guerra de l'Atlàntic, el Pacífic i el Mediterrani. A l'Atlàntic els alemanys van fer servir els cuirassats com solitaris corsaris del comerç, mentre que els combats entre vaixells de guerra van tenir poca importància estratègica. La batalla de l'Atlàntic es va lliurar entre destructors i submaríns, i la majoria d'enfrontaments decisius entre les flotes en el Pacífic van ser determinats pels portaavions.
En el primer any de la guerra els vaixells cuirassats van desafiar la predicció que serien els avions els que dominessin la guerra naval. Els cuirassats alemanys Scharnhorst i Gneisenau van sorprendre i van enfonsar el portaavions britànic Glorious enfront de les costes occidentals de Noruega al juny de 1940, acció que no obstant això, va ser l'última ocasió en què un portaavions de la flota era enfonsat per artilleria de superfície. A l'atac a Mers el-Kebir, al juliol de 1940, cuirassats britànics van obrir foc amb els seus canons principals contra els cuirassats francesos ancorats al port de Mazalquivir, Algèria, i després van perseguir amb portaavions als vaixells francesos que van aconseguir fugir.

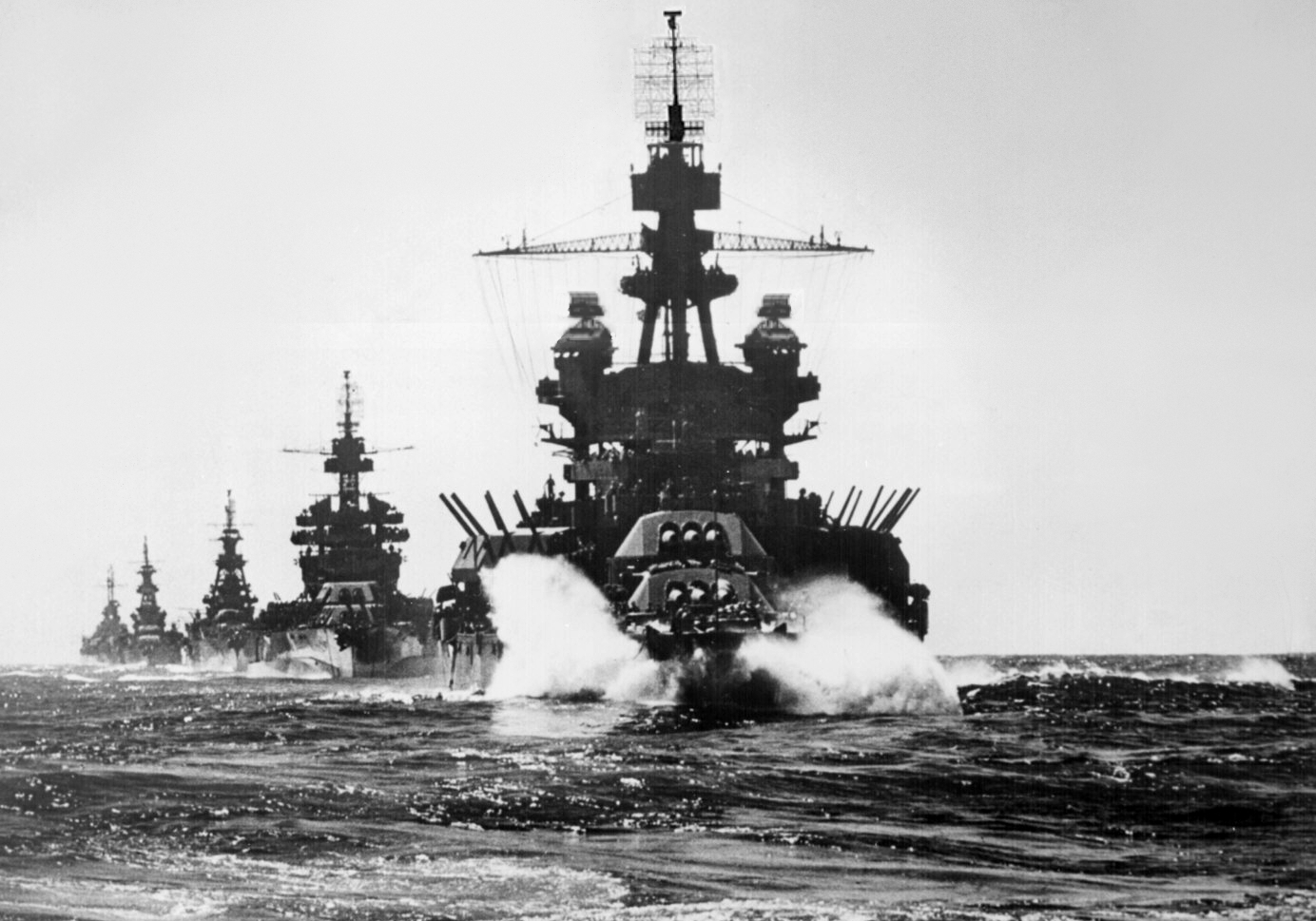
El cuirassat USS Pennsylvania encapçalant una formació de vaixells de guerra nord-americanes al golf de Lingayen, a les Filipines, al gener de 1945.

A la resta de la guerra es van veure moltes demostracions de la maduresa del portaavions com a arma naval estratègica i el seu potencial contra els cuirassats. L'atac aeri britànic a la base naval italiana de Tàrent va enfonsar un cuirassat i en va danyar dos més, i els mateixos avions torpediners Swordfish d'aquesta acció també van ser decisius en la caça i enfonsament del cuirassat corsari alemany Bismarck.
El 7 de desembre de 1941 l'Imperi del Japó va llançar un atac sorpresa a la base naval nord-americana de Pearl Harbor, a l'arxipèlag pacífic de Hawaii. En molt poc temps cinc dels vuit cuirassats nord-americans presents al port van ser enfonsats i la resta danyats. No obstant això, els portaavions de la flota americana eren al mar i van evitar ser detectats, i van ser aquests vaixells els que més tard es van ocupar de la lluita i van canviar el curs de la guerra al Pacífic. L'enfonsament del cuirassat britànic Prince of Wales i el seu escorta, el creuer de batalla Repulse, per part d'avions bombarders i  torpediners nipons el 10 de desembre de 1941 va demostrar la vulnerabilitat dels cuirassats davant forces aèries mentre eren al mar sense prou cobertura aèria, demostrant finalment l'argument esgrimit per Mitchell el 1921.
En moltes de les primeres batalles crucials de el Pacífic, com la del Mar del Corall i la de Midway, els cuirassats van ser absents o eclipsats per l'estratègia dels portaavions de llançar onades d'avions per atacar a centenars de km de distància. En les últimes batalles del Pacífic, els cuirassats van executar primordialment bombardejos de costa en suport de desembarcaments amfibis i també van proveir defensa antiaèria com escortes de portaavions. Fins i tot els cuirassats més grans i poderosos mai construïts, els de la classe Yamato japonesos, armats amb nou canons de 460 mm i dissenyats com a arma estratègica principal, mai van poder demostrar el seu potencial en una batalla decisiva, com les que figuraven en els plans japonesos previs a la guerra.

Cuirassat Yamato (1941)
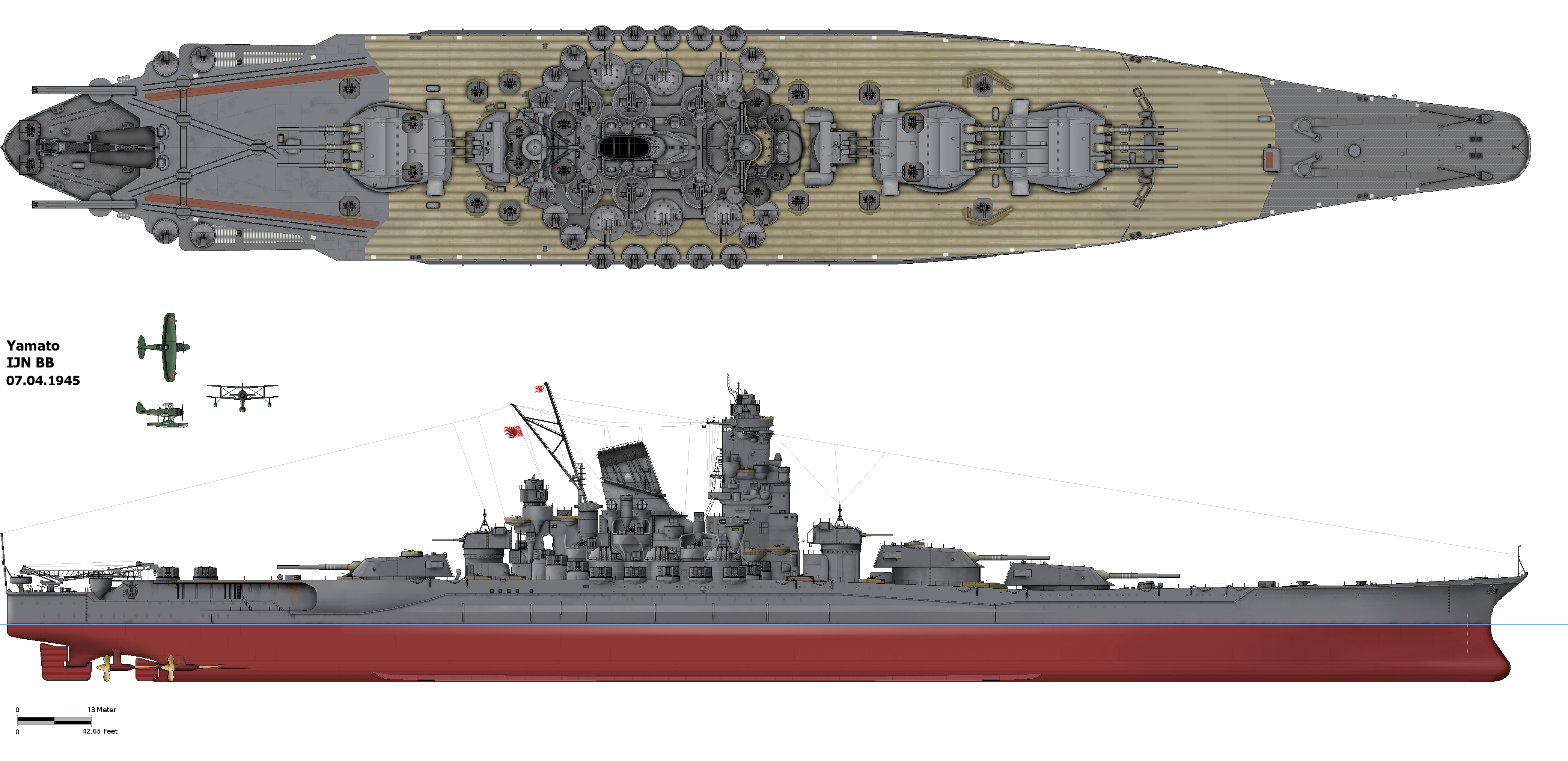
Dibuix del Yamato amb la seva configuració el 1945.
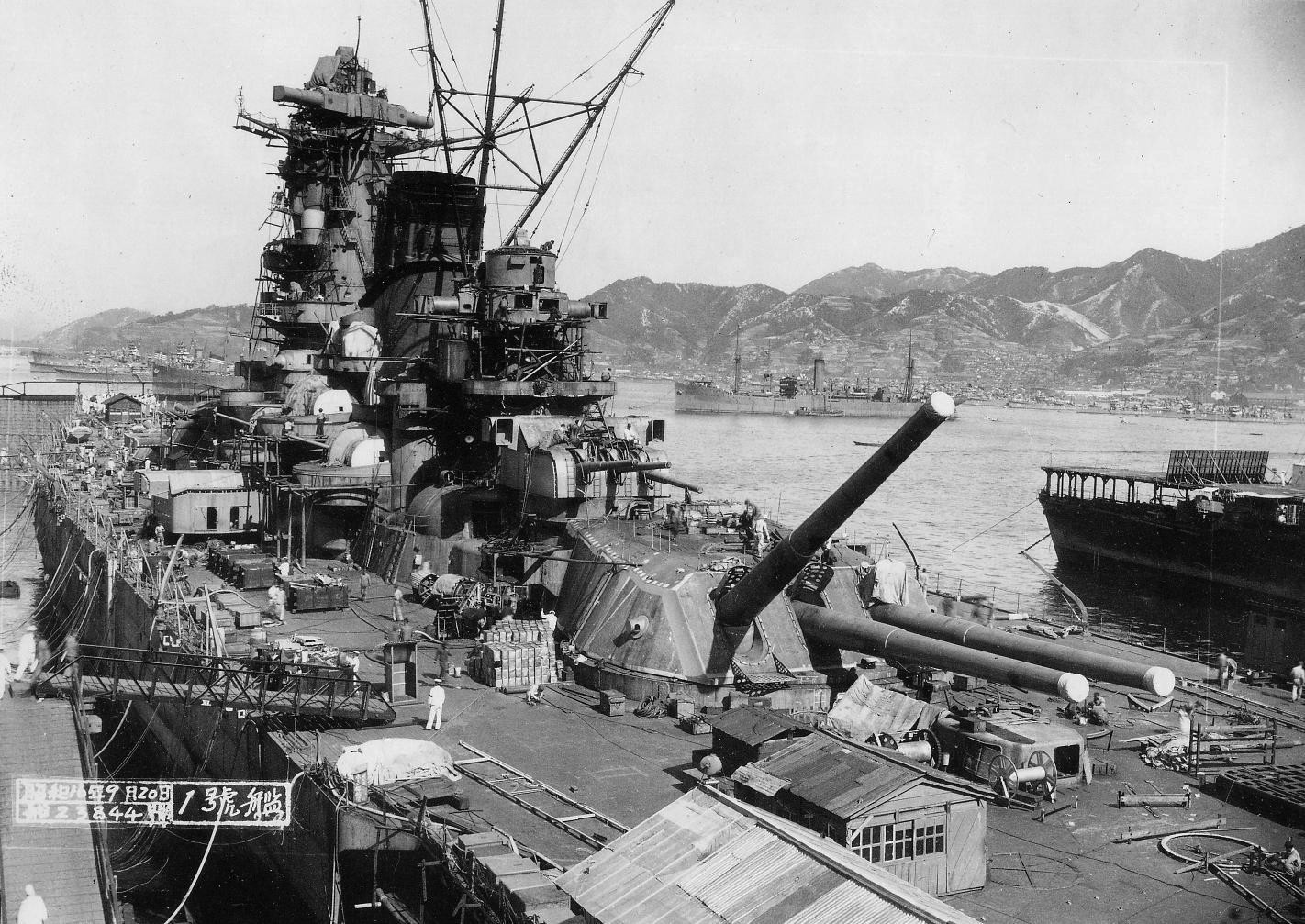
Els seus canons de 460 mm, el major calibre mai embarcat.
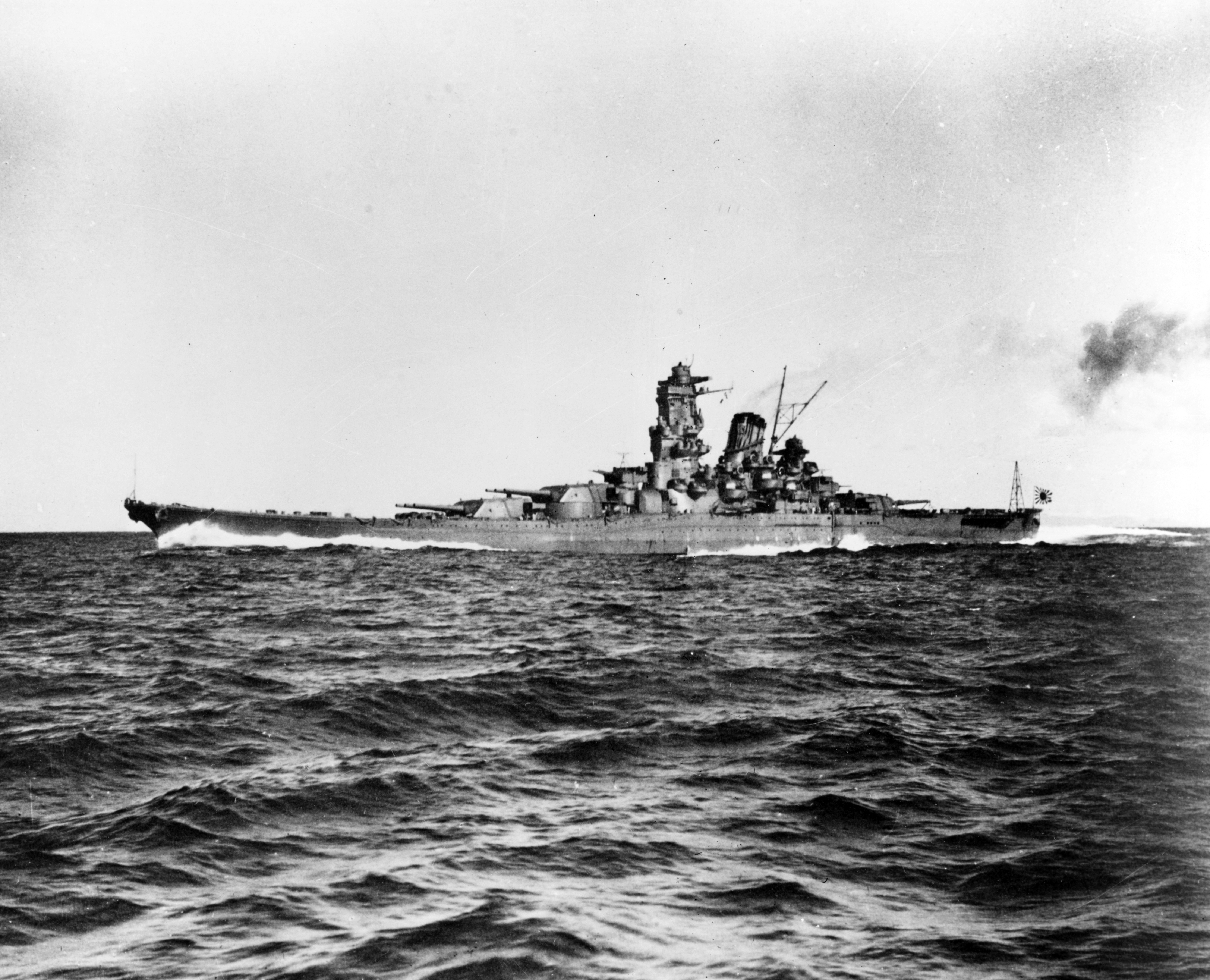
Realitzant les proves de mar.

L'últim enfrontament de cuirassats de la història va ser la batalla de l'estret de Surigao el 25 d'octubre de 1944, en la qual un grup de cuirassats nord-americans tècnica i numèricament superiors va destrossar un grup de cuirassats japonesos amb els trets dels seus canons després que aquests haguessin estat devastats per l'atac de torpedes llançats des dels destructors. Tots els cuirassats nord-americans presents en aquest combat, menys un, havien estat enfonsats en Pearl Harbor i després reflotats i reparats. Quan el  Mississippi va disparar la seva última salva aquell dia, es va fer l'últim atac d'un cuirassat contra un altre vaixell de guerra, i sense saber-ho estava «disparant una salutació funeral a una era de la guerra naval que arribava al seu final ». Uns sis mesos després el poderós cuirassat japonès Yamato era enviat a la seva última i suïcida missió contra forces dels EE. UU. i enfonsat per un massiu atac aeri llançat des de portaavions americans.

## La Guerra Freda

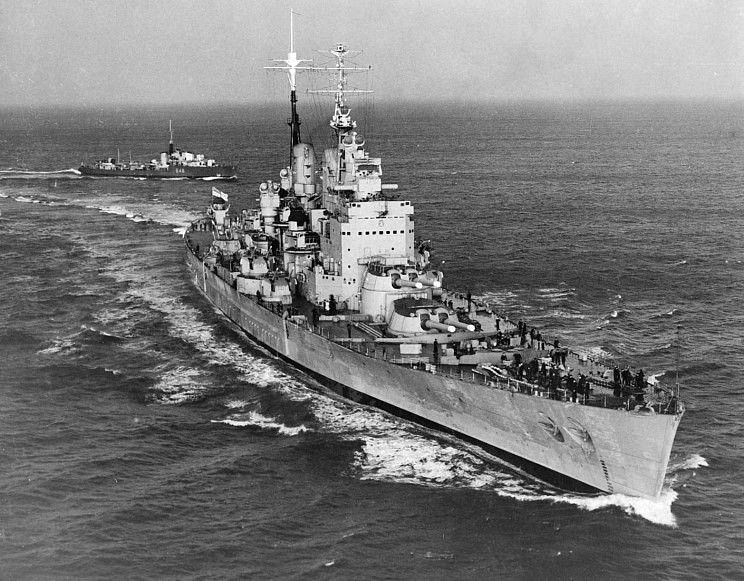
El britànic HMS Vanguard, l'últim cuirassat en ser posat en servei al món.

Després de la fi de la Segona Guerra Mundial moltes armades van mantenir els seus cuirassats, encara que ja no eren actius militars estratègicament dominants. De fet, aviat es va fer evident que ja no valia la pena l'elevat cost de construcció i manteniment, de manera que després del conflicte mundial només va ser posat en servei un nou cuirassat, el britànic HMS Vanguard l'any 1946. Durant la guerra havia quedat demostrat que els combats de cuirassat contra cuirassat, com a la batalla del golf de Leyte o l'enfonsament de l' HMS Hood, eren l'excepció en lloc de la regla, i que el paper dels combats aeris s'incrementaria encara més, fent irrellevant l'armament de grans canons. El blindatge dels cuirassats també va quedar en res contra els atacs nuclears, ja que els destructors soviètics classe Kildin i els submarins classe Whiskey podien disparar míssils tàctics amb un abast de 100 km o més. A finals de la dècada de 1950, molts tipus menors de vaixells que abans no oferien oposició digna d'esment, ara eren capaços d'eliminar poderosos cuirassats.
Els cuirassats restants van trobar variats rols. L'USS Arkansas i el Nagato van ser enfonsats durant les proves nuclears de l'Operació Crossroads l'any 1946. Tots dos vaixells es van mostrar resistents a les explosions nuclears a la superfície però vulnerables a les submarines. El cuirasssat italià Giulio Cesare va ser capturat pels soviètics, que el van reparar i reanomenar com Novorossiysk, però va acabar enfonsat el 29 d'octubre de 1955 al mar Negre després de xocar amb una mina marina plantada pels alemanys. Els dos cuirassats classe Andrea Doria van ser desballestats el 1956, el mateix final que van tenir els francesos Lorraine, el 1954, Richelieu, el 1968, i Jean Bart, el 1970. Els quatre vaixells britànics classe King George V  supervivents van ser desballestats el 1957, i el HMS Vanguard  l'any 1960. La resta de cuirassats britànics havien estat venuts o desballestats ja l'any 1949. El Petropavlovsk soviètic també va ser desballestat l'any 1953, i el Sevastopol i l' Oktyabrskaya Revolutsiya en 1957. El  Minas Gerais  del Brasil va acabar desballestat a Gènova el 1953 i el seu bessó  São Paulo  va acabar enfonsat a l'Atlàntic el 1951 durant una tempesta quan viatjava a Itàlia per afrontar la mateixa destinació.
Argentina va mantenir els dos cuirassats de la classe Rivadavia ARA Rivadavia i Moreno fins a l'any 1956 i Xile el cuirassat Almirall Latorre (ex HMS Canadà) fins a l'any 1959. El creuer de batalla turc Yavuz, antic SMS Goeben alemany, va ser desballestat l'any 1976 després que van rebutjar de vendre'l per tornar a Alemanya. Suècia tenia diversos petits cuirassats per a defensa costanera, un dels quals, el Gustav V, va sobreviure fins a l'any 1970. Els soviètics van desmuntar diversos cuirassats incomplets en els anys 1950 quan els plans per construir creuers de batalla classe Stalingrad van ser abandonats després de la mort de  Stalin. Tres vells cuirassats alemanys van acabar de la mateixa manera: el SMS Hessen va ser capturat per la Unió Soviètica, canviat de nom a Tsel i desballestat el 1960, el Schleswig-Holstein va rebre el nom rus Borodinoi usat com a buc objectiu fins als anys 60, mateix destí que va tenir el Schlesien, desballestat entre 1952 i 1957.

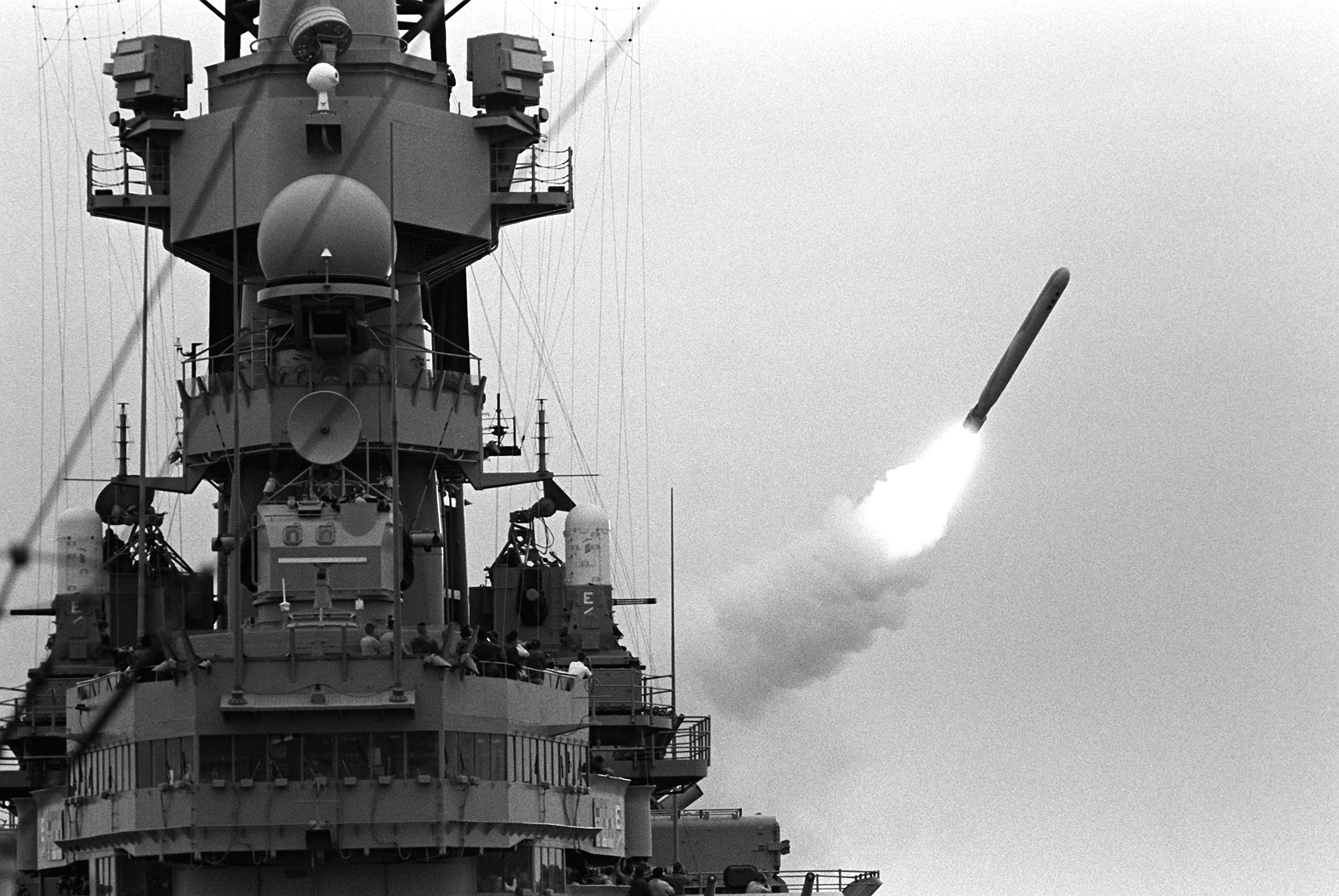
El cuirassat nord-americà USS Missouri llança un míssil Tomahawk durant l'Operació Tempesta del Desert.

Els cuirassats nord-americans de classe Iowa es van guanyar una nova vida a l'armada nord-americana com vaixells de suport artiller, ja que amb l'ajuda del radar i el foc controlat per ordinador, els seus obusos podien ser dirigits amb precisió mil·limètrica cap a l'objectiu. Els Estats Units va posar de nou en servei els quatre classe Iowa per a la Guerra de Corea i el USS New Jersey per a la de Vietnam. Aquest últim cuirassat va ser emprat primordialment per al bombardeig de costa i va arribar a disparar 6.000 obusos dels seus canons de 406 mm i uns 14000 dels de 127 mm durant el seu servei en primera línia, set vegades més que els que va disparar a la Segona Guerra Mundial.
Com a part de l'obstinació de John Lehman, secretari de l'Armada dels Estats Units, de construir una armada de 600 vaixells en la dècada de 1980, i en resposta a la posada en servei del creuer de batalla soviètic Kirov, els Estats Units van tornar a reactivar els quatre classe Iowa. Els cuirassats van servir en diverses ocasions com vaixells de suport a grups de combat de portaavions i van liderar els seus propis grups de combat. Tots van ser modernitzats per llançar míssils Tomahawk, arma que el New Jersey va emprar per bombardejar Líban en 1983 i 1984, mentre que el Missouri i el Wisconsin van obrir foc amb les seves bateries de 406 mm contra objectius en terra i míssils enemics en el transcurs de l'Operació Tempesta del Desert el 1991. El Wisconsin va servir com a buc de comandament d'atac amb Tomahawk per al Golf Pèrsic i va dirigir la seqüència de llançaments que van marcar l'inici de la Tempesta del Desert, en la qual va disparar un total de vint Tomahawk en els dos primers dies de la campanya. En aquesta missió la principal amenaça per als cuirassats van ser els míssils iraquians terra-terra basats en la costa, ja que el Missouri va rebre l'impacte de dos míssils Silkworm, a més d'un proper i un altre que va ser interceptat pel destructor britànic HMS Gloucester.
Els quatre classe Iowa van ser donats de baixa al començament de la dècada de 1990, el que els va convertir en els últims cuirassats en servei actiu. El Iowa i el Wisconsin van ser mantinguts fins a 2006 per poder entrar ràpidament en servei com vaixells de suport artiller, a l'espera del desenvolupament d'un navili superior per a aquest paper. No obstant això, el cos de Marines dels EUA creu que l'actual suport artiller naval i programa de míssils no serà capaç de proveir un adequat foc de suport per a un  assalt amfibi o les operacions en terra.

## A l'actualitat

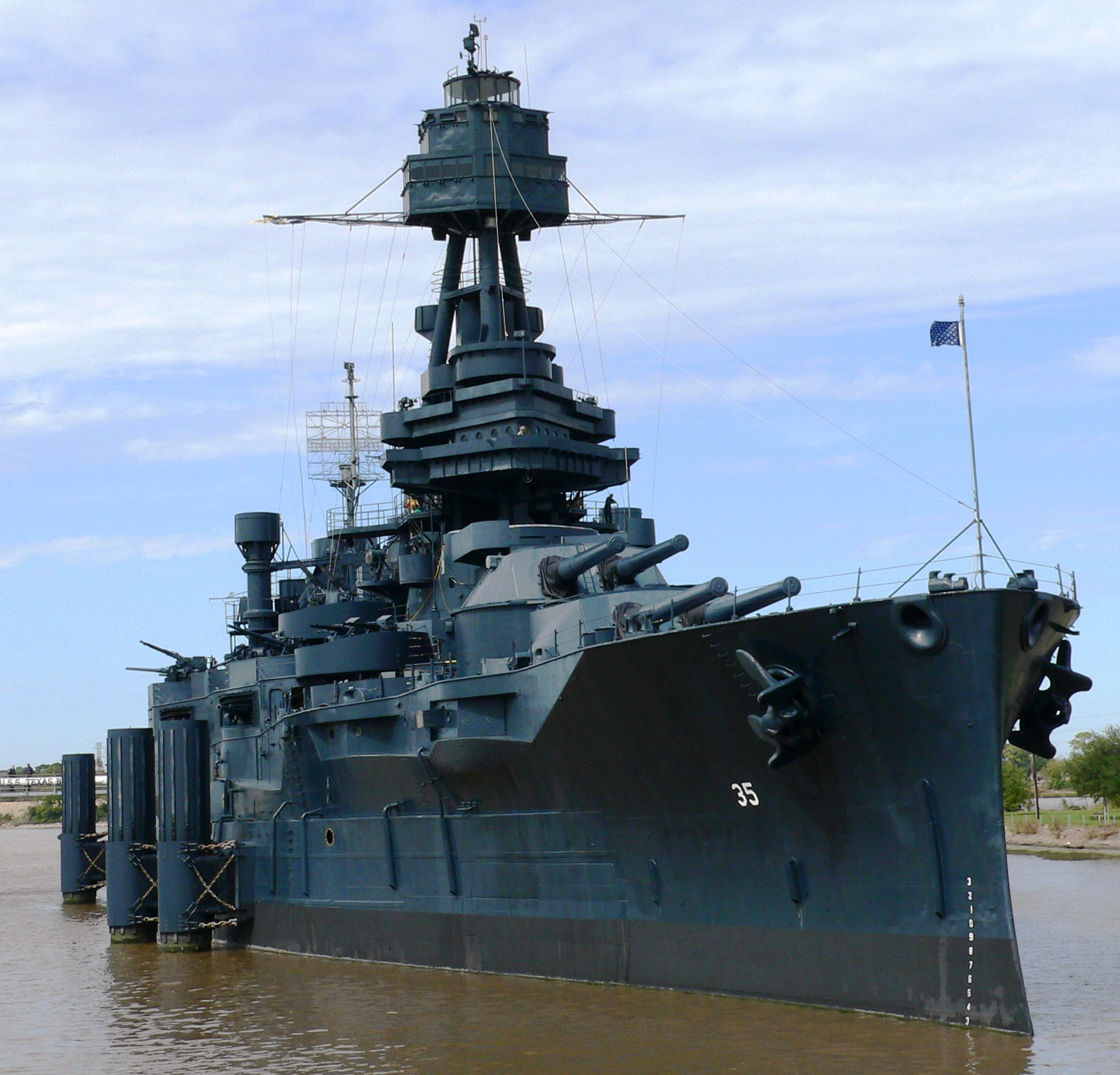
El Texas (1912) nord-americà és l'únic cuirassat supervivent que data de l'època del revolucionari HMS Dreadnought.

Amb la baixa dels últims vaixells nord-americans, cap cuirassat està en servei en l'actualitat en cap armada del món. No obstant això, diversos es conserven com vaixells museu, tant a flotació com en dic sec. La majoria es troben als Estats Units: USS Massachusetts, North Carolina, Alabama, Iowa, New Jersey, Missouri, Wisconsin i Texas. El Missouri i el New Jersey són ara vaixells museu a Pearl Harbor i Camden, respectivament. El Wisconsin va ser retirat del registre de navilis de l'armada nord-americana el 2006 i ara es conserva com a museu a Norfolk (Virginia), i el Texas, el primer a ser museïtzat, es troba en el lloc històric de Sant Jacint a La Porte (Texas). El North Carolina es pot visitar a Wilmington i l'Alabama a Mobile. L'únic cuirassat no nord-americà de segle xx que es pot visitar és el pre-dreadnought Mikasa japonès, conservat a Yokosuka.

## Estratègia i doctrina

### Doctrina
Els cuirassats van ser l'encarnació del poder marítim. Per l'estrateg naval nord-americà Alfred Thayer Mahan i els seus seguidors, una armada forta era vital per a l'èxit d'una nació, i el control dels mars essencial per a la projecció d'una força en terres estrangeres. La teoria de Mahan, proposada en el llibre publicat el 1890 The Influence of Sea Power upon History, 1660-1783, dictava que el paper del cuirassat era escombrar l'enemic dels mars. Mentre que el treball d'escorta,  bloqueig i cors al comerç havia de ser la tasca de creuers i vaixells més petits, la presència del cuirassat era una amenaça potencial per un comboi escortat per qualsevol mena de vaixell que no fos un vaixell capital.
Mahan va influir molt en els cercles navals i polítics en l'era dels cuirassats i advocava la creació de grans flotes amb els cuirassats més poderosos possibles. Mahan va publicar el seu treball a final dels anys 1880 i una dècada després va tenir un gran impacte internacional perquè va ser adoptat per diverses grans armades, com la britànica, la nord-americana, l'alemanya i la japonesa. El pes de l'opinió de Mahan va ser important en el desenvolupament de la carrera d'armament naval protagonitzada pels cuirassats i igualment decisiva en l'acord dels grans poders per limitar el nombre de cuirassats en el període d'entreguerres.
La simple possessió i existència de cuirassats podia condicionar un enemic superior en recursos i inclinar la balança d'un conflicte fins i tot sense entrar en combat, com que suggeria que un poder naval inferior amb una flota de cuirassats podia tenir un impacte estratègic important.

### Tàctiques
Mentre que el paper dels cuirassats en les dues guerres mundials va reflectir les doctrines de Mahan, els detalls del seu desplegament militar van ser més complexos. A diferència dels navilis de línia, els cuirassats de fins de segle xix i principis del segle xx eren molt vulnerables als torpedes i les mines marines, armes utilitzades per vaixells més petits i barats. L'escola de pensament Jeune École de les dècades de 1870 i 1880 recomanava desplegar vaixells torpediners al costat dels cuirassats amb la finalitat d'ocultar-se després aquests fins que el foc dels seus poderosos canons dificultés la visibilitat a l'enemic, moment en què apareixerien per a llançar els torpedes. Si bé aquesta tàctica va quedar obsoleta amb el desenvolupament dels propulsors de fum, l'amenaça dels més capaços torpediners, i més tard els submarins, va romandre aquí. Per a la dècada de 1890 la Reial Armada britànica havia desenvolupat els primers destructors, inicialment dissenyats per interceptar i foragitar el perill dels atacs torpeders. Durant la Primera Guerra Mundial i després els cuirassats van ser rarament desplegats sense la cobertura de destructors.
La doctrina del cuirassat va posar el seu èmfasi en la concentració de grups de combat. Perquè aquestes forces concentrades fossin capaços d'emprar la seva força contra oponents reticents al combat, o també per evitar la trobada amb una flota enemiga més poderosa, les flotes de batalla necessitaven mitjans per localitzar vaixells enemics més enllà de la línia de l'horitzó. I aquesta capacitat va ser proporcionada per forces d'exploració compostes en diversos moments per creuers de batalla, creuers, destructors, dirigibles, submarins o aeronaus. Amb el desenvolupament i entrada en ús de la ràdio, els radars i l'anàlisi del trànsit, fins i tot les estacions costaneres van formar part dels grups de batalla. Durant la major part de la seva història els cuirassats van operar envoltats d'esquadrons de destructors i creuers. La campanya de la mar de nord durant la Primera Guerra Mundial il·lustra com, malgrat la seva cobertura, l'amenaça de mines i atacs amb torpedes, i el retard en integrar i donar ús correcte a les capacitats de les noves tecnologies, va limitar seriosament les operacions de la Gran Flota britànica, la força més gran de combat naval del món en la seva època.